# Geoffrey Chaucer

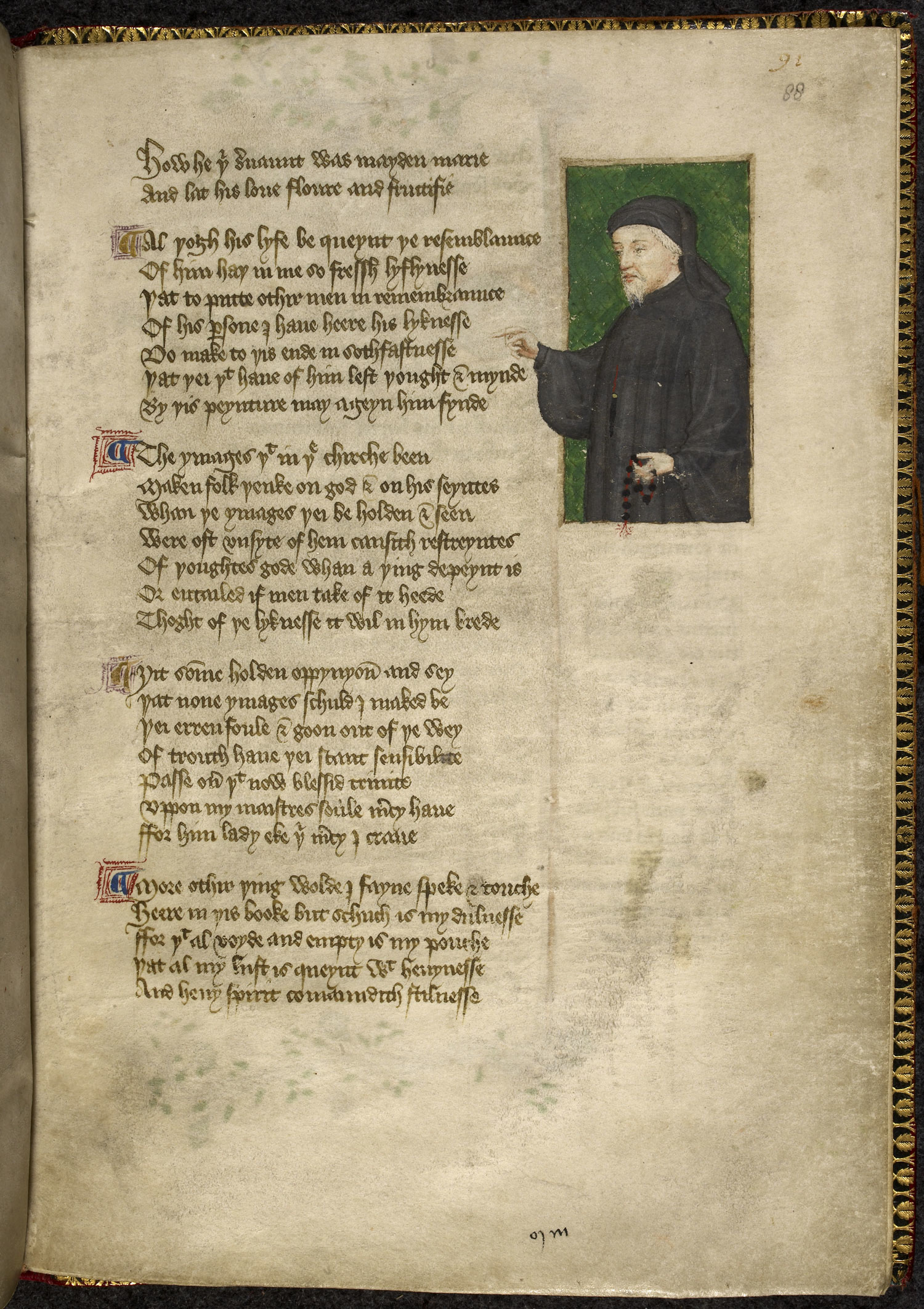
Portret van Chaucer uit een manuscript van de dichter Thomas Hoccleve, die Chaucer gekend zou hebben, waardoor dit het best gelijkende portret van Chaucer zou kunnen zijn.

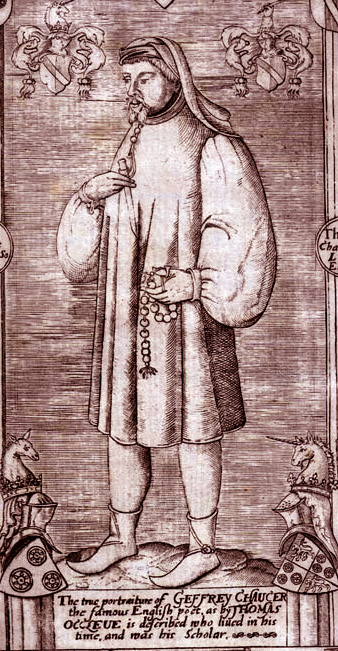
Geoffrey Chaucer uit Speghts editie van 1602.

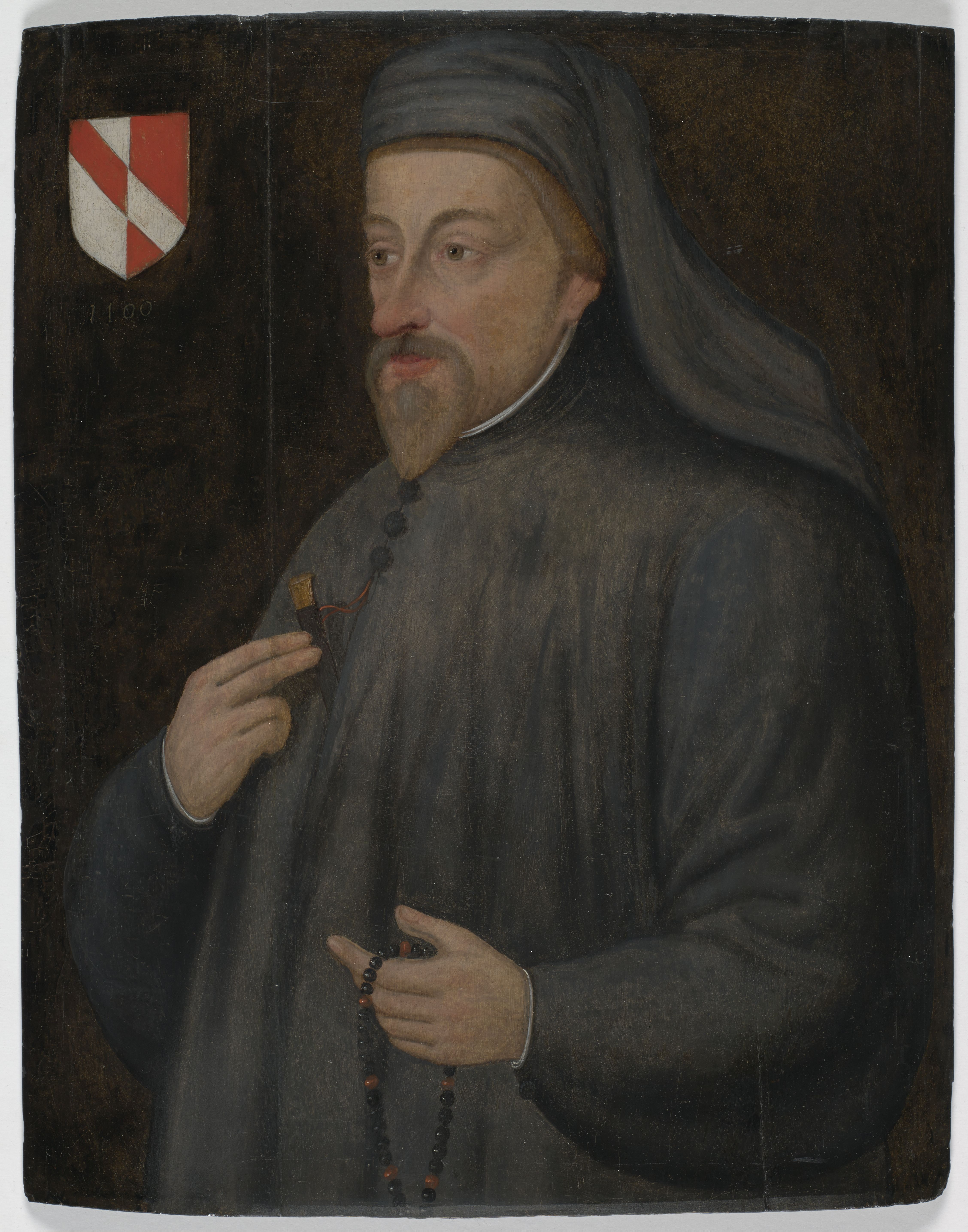
Chaucer en zijn wapenschild, Anoniem portret, 17e eeuw.

Geoffrey Chaucer (Londen?, ca. 1343 – mogelijk 25 oktober 1400) wordt beschouwd als de belangrijkste schrijver uit de Middelengelse literatuur. Hij was de schepper van enkele van de meest geprezen dichtwerken uit de wereldliteratuur. Chaucer was niet alleen een uitzonderlijk begaafd auteur en dichter, maar leidde ook een druk openbaar leven als soldaat, hoveling, diplomaat en ambtenaar en vervulde een verscheidenheid aan openbare functies. Tijdens die carrière was hij de vertrouweling en protegé van drie opeenvolgende koningen, namelijk Eduard III (1312-1377), Richard II (1367-1400) en Hendrik IV (1367-1413). Toch vond Chaucer de tijd om duizenden versregels te schrijven die nu nog steeds door literatuurliefhebbers hooglijk gewaardeerd en bewonderd worden. Daarmee toonde hij aan dat het Engels uit zijn tijd (thans Middelengels genoemd) net zo goed gebruikt kon worden in de poëzie als het Frans of het Latijn, wat hem die titel van 'vader van de Engelse literatuur' bezorgde. Hoewel hij vele werken schreef, wordt hij het meest geroemd voor zijn onafgewerkte raamvertelling The Canterbury Tales.
Chaucers werk wordt gekenmerkt door een grote verscheidenheid aan onderwerpen, genres en stijlen. Hij belicht het menselijk streven naar een zinvol bestaan op veel verschillende manieren. In zijn werk combineert hij humor met ernst en relativeringsvermogen bij de behandeling van belangrijke filosofische vragen. Chaucer is een dichter van de liefde, die hij beschrijft van wellustig overspel tot spirituele eenheid met God. Hij biedt een uitgebreid zicht op de zwakheden en dwaasheden, maar ook op de edelmoedigheid van de mensheid.

## Leven

### De naam Chaucer
De naam Chaucer is een verfranste vorm van het Latijnse calcearius, dat "schoenmaker" betekent. De naam kwam in de oostelijke graafschappen van Londen op zijn vroegst voor in de tweede helft van de 13e eeuw. Sommigen van de Londense Chaucers woonden in Cordwainer Street, in het kwartier van de schoenmakers, maar een aantal van hen waren wijnhandelaars, onder wie zowel Chaucers vader John als zijn grootvader Robert.

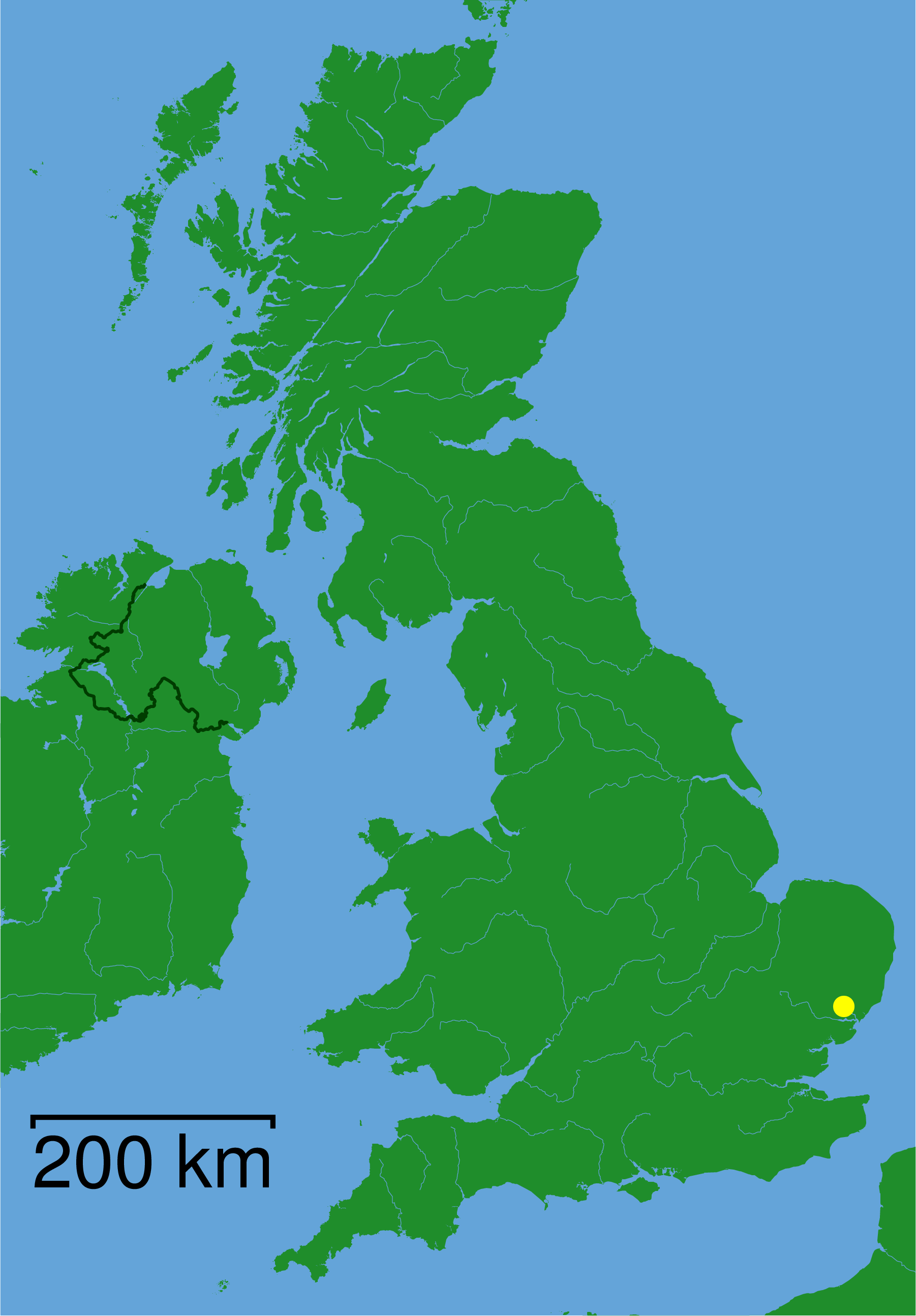
Ipswich op de kaart.

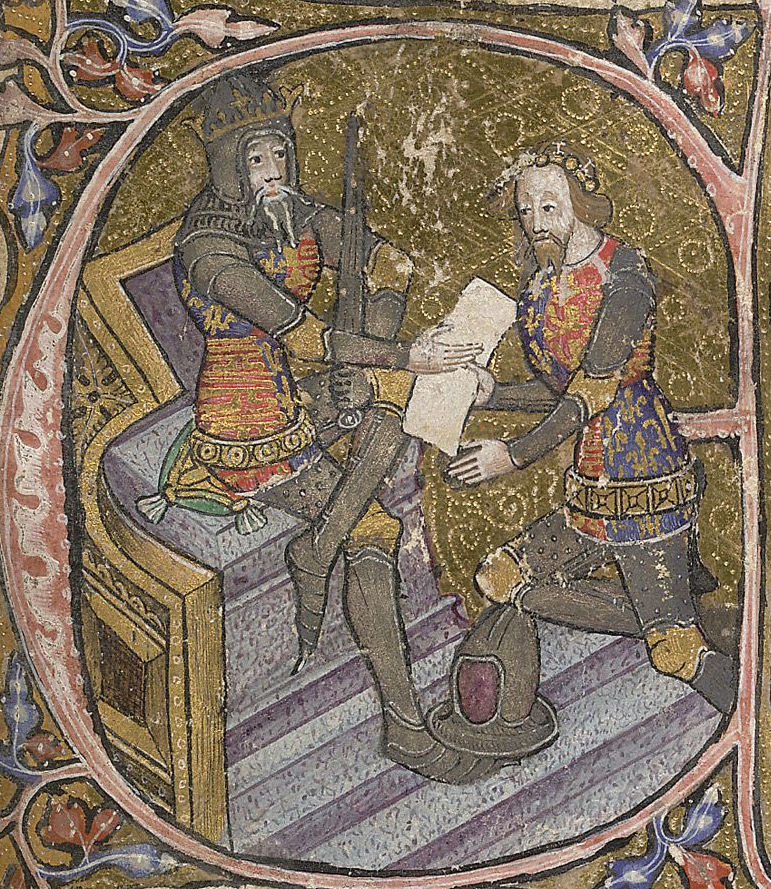
Eduard III en zijn zoon de Zwarte Prins (knielend), initiaal in een manuscript uit de 14e eeuw.

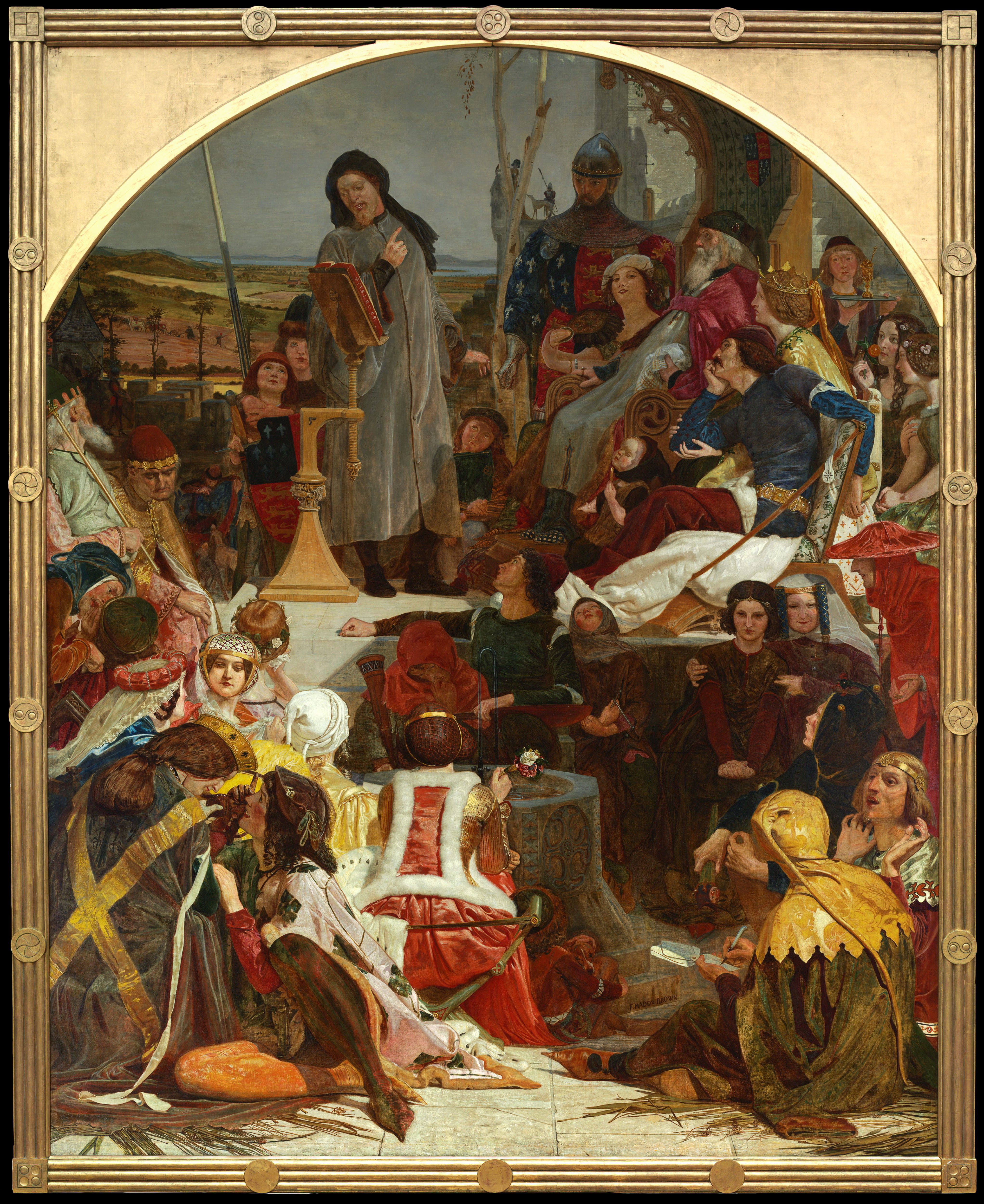
Chaucer aan het hof van Eduard III, door Ford Madox Brown, 1847-1851, Art Gallery of New South Wales.

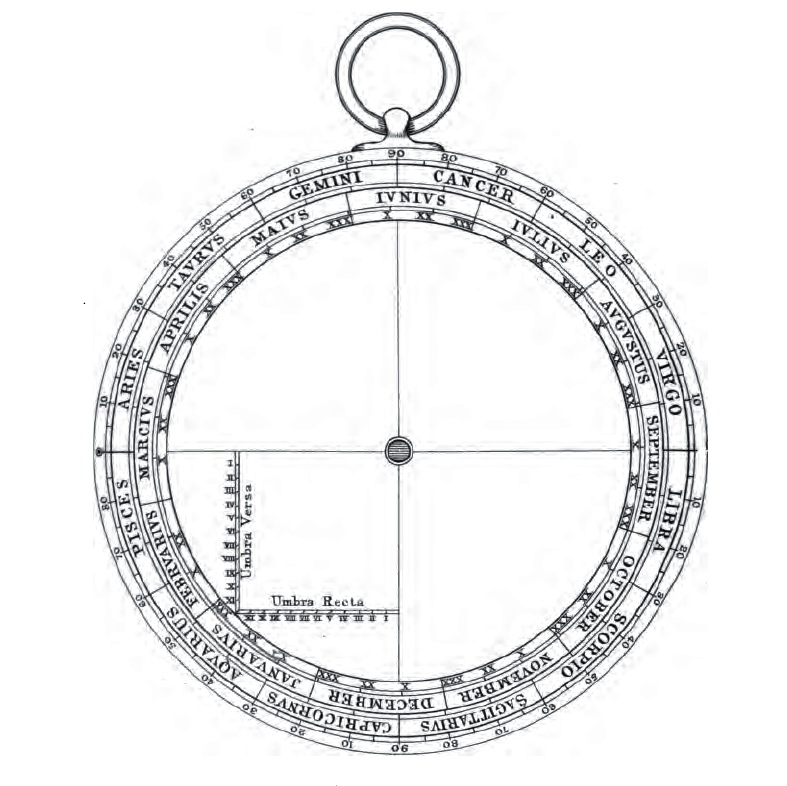
Chaucers astrolabe, J.R. Smith, 1852.

### Chaucers familie
Verscheidene generaties van de familie Chaucer woonden in Ipswich, dat ongeveer 100 km ten noordoosten van Londen ligt. De stad exporteerde wol naar Vlaanderen en importeerde wijn uit Frankrijk, vandaar dat de familie actief was in de wijnhandel. In de late 13e eeuw vestigden Robert en Mary Chaucer, de grootouders van Geoffrey, zich in Londen, maar ze behielden hun eigendommen in Ipswich. Hun zoon John trouwde met Agnes Copton, de nicht van Hamo de Copton, de munter van de Tower of London. Toen Hamo de Copton in 1349, tijdens een pestepidemie overleed, erfde Agnes al zijn bezittingen in Londen. In datzelfde jaar erfde John Chaucer al de bezittingen van zijn halfbroer Thomas Heyron. De ouders van Chaucer bezaten dus een aanzienlijk aantal eigendommen in Londen en net zoals de rest van zijn familie was John Chaucer wijnhandelaar.

### Kindertijd en jeugdjaren
Chaucers geboortedatum is niet met zekerheid bekend. De meest voor de hand liggende aanwijzing daarvoor geeft hij zelf in een verklaring tijdens een proces in 1386. Daarin zegt hij dat hij 'veertig jaar en meer' is, wat zijn geboortejaar situeert in het begin van de jaren 1340. Ook zijn geboorteplaats is onbekend, maar in die tijd bezaten de ouders van Chaucer onder andere een eigendom in Thames Street in de rijke wijk Vintry Ward in het hart van het kosmopolitische middeleeuwse Londen. Er zijn geen documenten overgeleverd die iets over de schooltijd van Chaucer vertellen, maar uit zijn kennis van de Latijnse klassieken blijkt dat hij degelijk onderwijs heeft genoten, wat in die tijd gebruikelijk was voor de zonen van welvarende handelaars. In de buurt van Thames Street waren drie scholen, waaronder de aalmoezeniersschool van St. Paul's Cathedral.
In 1357 was Chaucer als page in dienst van Elizabeth de Burgh (1332-1363), 4e gravin van Ulster, echtgenote van prins Lionel van Antwerpen (1338-1368), 1e hertog van Clarence en zoon van koning Eduard III. In dat jaar deed de gravin enkele aankopen voor de jonge Chaucer, die vermeld zijn in haar gedeeltelijk overgeleverd huishoudboek.

### Soldaat in de Honderdjarige Oorlog
Toen Eduard III in 1359 tijdens de Honderdjarige Oorlog (1337-1453) Frankrijk binnenviel, ging Chaucer mee in het gevolg van prins Lionel en maakte hij deel uit van het Engelse leger. Tijdens het beleg van Reims werd Chaucer rond de jaarwisseling tot krijgsgevangene gemaakt in Rethel, ongeveer 40 km ten noordoosten van Reims. Eduard III betaalde in maart 1360 een bijdrage van £16 aan het losgeld en Chaucer werd vrijgelaten. Het laatste verslag van Chaucer toen hij in dienst van prins Lionel was dateert van de vredesonderhandelingen in Calais in oktober 1360, toen de prins hem betaalde om brieven van Calais naar Engeland over te brengen. In de daaropvolgende jaren 1360-1366 heeft Chaucer hoogstwaarschijnlijk meerdere opdrachten uitgevoerd en reizen ondernomen. Zo kreeg hij in 1366 een vrijgeleide van Karel II van Navarra (1332-1387) om door Navarra te reizen. De reden voor deze reis is echter niet bekend.

### Chaucers huwelijk met Filippa Roet
In 1366 maakte Chaucer als 'esquire' deel uit van de Koninklijke Huishouding en kreeg hij van de koning een jaargeld voor bewezen en toekomstige diensten. In september van datzelfde jaar werd ook aan ene Filippa Chaucer een jaargeld toegekend voor haar functie als hofdame van koningin Filippa van Henegouwen. Daaruit blijkt dat ze toen met Chaucer getrouwd was. Over het leven van Filippa Chaucer staat niet veel met zekerheid vast. Als ze inderdaad geboren werd als Filippa (de) Roet, wat vaak beweerd wordt, dan was ze de zuster van Katherine Swynford en de dochter van Payne de Roet. Payne de Roet was een Vlaamse heraut uit Henegouwen, die in het gevolg van koningin Filippa in 1328 naar Engeland kwam en in dienst trad van koning Eduard III. Filippa werd opeenvolgend hofdame van gravin Elizabeth, van koningin Filippa en van Constance van Castilië, de tweede vrouw van Jan van Gent. Katherine Swynford was jarenlang de minnares van Jan van Gent en zou uiteindelijk in 1396 ook met hem trouwen. Het huwelijk van Chaucer met Filippa kan een verklaring zijn voor de vele gunsten die Jan van Gent hem verleende. In 1386 werd Filippa Chaucer opgenomen in de broederschap van de kathedraal van Lincoln in het gezelschap van Hendrik, graaf van Derby, de latere koning Hendrik IV, Sir Thomas de Swynford en andere hooggeplaatste personen. Filippa Chaucer overleed waarschijnlijk in 1387, aangezien de aan haar toegekende toelage toen wegviel.

### Afstammelingen
Het is niet met zekerheid bekend hoeveel kinderen Chaucer en Filippa hadden.
- Hun zoon Thomas Chaucer (ca. 1367-1434) maakte carrière als hoofdbutler van vier koningen (1404-1434), afgezant in Frankrijk en Speaker van het Britse Lagerhuis. Thomas Chaucer gebruikte het zegel met wapen en naam van zijn vader.[14] Door zijn huwelijk met Maud Burghersh, erfgename van een groot fortuin en door annuïteiten van Jan van Gent, Richard II en Hendrik IV, werd hij een zeer vooraanstaand en welvarend man.
  - Hun enige dochter Alice Chaucer, kleindochter van Geoffrey Chaucer, trouwde met William de la Pole, 1st Duke of Suffolk.
    - De enige zoon van Alice en William, achterkleinzoon van Chaucer was John de la Pole, 2nd Duke of Suffolk. Door zijn huwelijk met Elizabeth of York, Duchess of Suffolk, werd hij de schoonbroer van twee Engelse koningen, Eduard IV en Richard III.
      - Van John de la Pole en Elizabeth zijn elf kinderen bekend. De oudste daarvan, John de la Pole, 1st Earl of Lincoln (ca. 1462-1487), achter- achterkleinzoon van Chaucer, was een voorbestemde troonopvolger van zijn oom Richard III.[3]
- In een document uit 1403 in Carmarthen Castle wordt samen met Thomas Chaucer ook melding gemaakt van Lewis Chaucer. Chaucer schreef voor hem in 1391 A Treatise on the Astrolabe:

Lyte Lowys my sone ... tendir age of ten year ...
Lewis Chaucer werd dus in ca. 1381 geboren.
- Twee vermeende dochters van Chaucer zijn Elizabeth Chaucy, een non in Barking Abbey en Agnes Chaucer, die aanwezig zou geweest zijn bij de kroning van Hendrik IV. Er zijn echter geen documenten die hen met zekerheid identificeren als Chaucers kinderen.

### Carrière

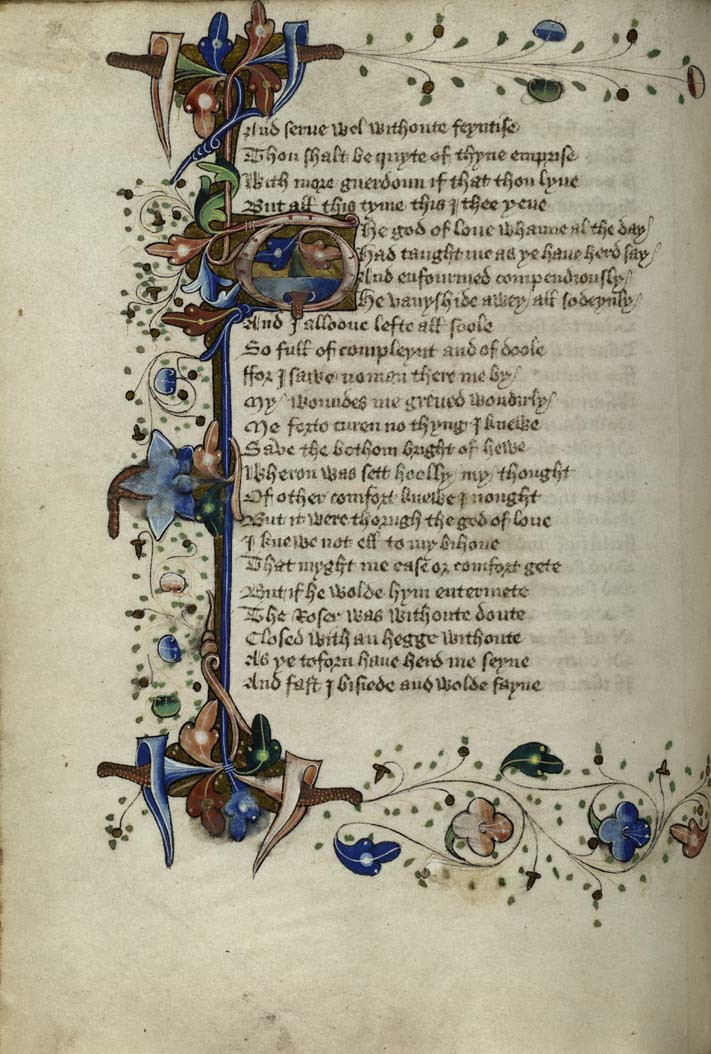
Een bladzijde van The Romaunt of the Rose, ca. 1440 uit het MS Hunter manuscript.

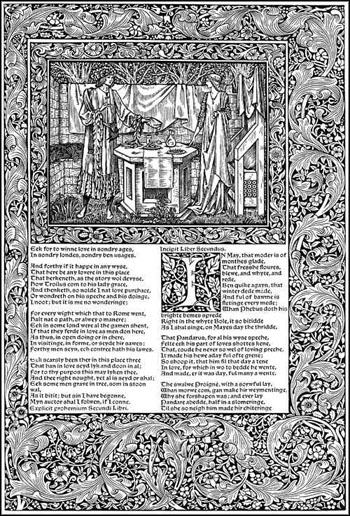
Troilus and Criseyde, Illustratie uit de Kelmscott Chaucer, 1896.

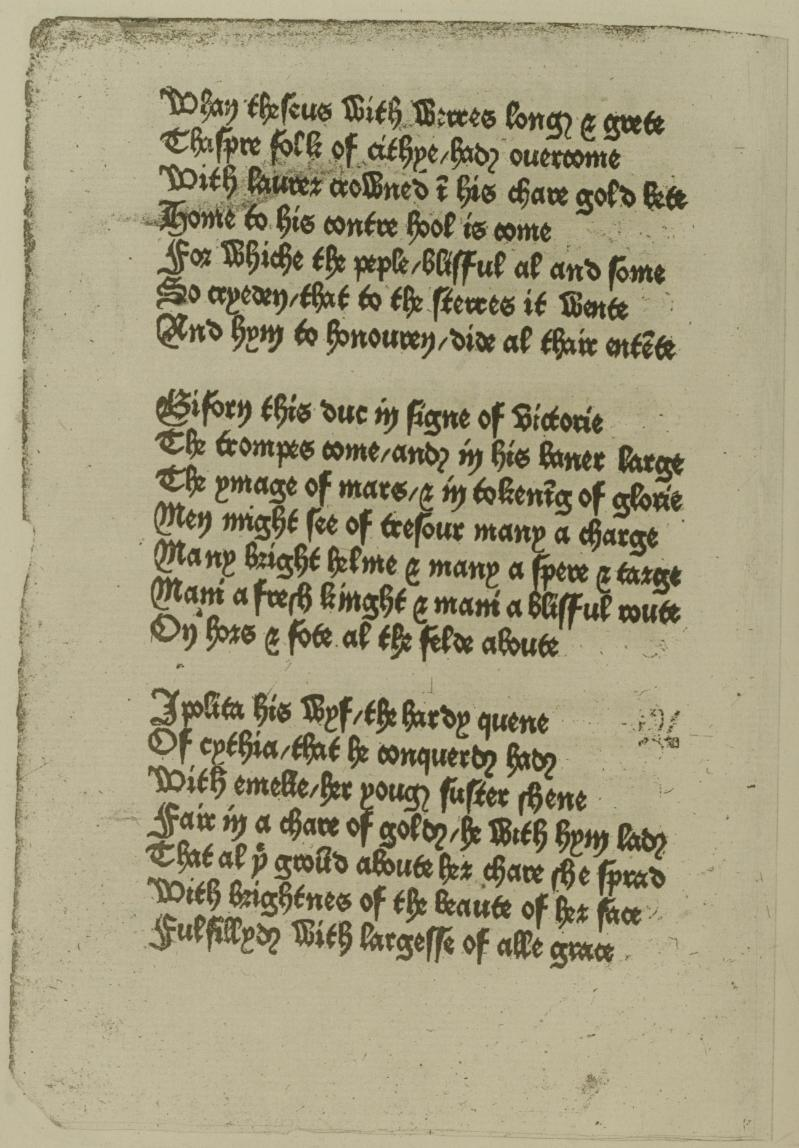
Facsimile uit 1905 van een origineel manuscript van Anelida and Arcite uit 1477, bewaard in de University of Cambridge.

#### Late jaren 1360
Chaucer maakte sinds 1367 deel uit van een groep jonge mannen in dienst van de koning. Aan het hof voerden ze allerlei opdrachten uit en vaak werden ze naar alle uithoeken van Engeland gestuurd om de belangen van de koning te behartigen. Soms deden ze dienst in het leger en af en toe werden ze als gezant naar het buitenland gezonden. Als beloning voor hun bewezen diensten kregen ze uitrusting, een dagelijks loon, annuïteiten en benoemingen in openbare functies.

Mogelijk studeerde Chaucer tijdens deze periode rechten in de Inner Temple, een van de Inns of Court in Londen. Zijn beschrijving van de 'Manciple' en de 'Man of Law' in de General Prologue van The Canterbury Tales toont dat hij op de hoogte was van de werking van de Inns of Court en de praktijken van de advocaten aldaar. De ambten die hij later uitoefende, vereisten het gebruik van kanselarijletters en Franse of Latijnse wettelijke formules, allemaal vaardigheden die onderwezen werden in de Inns of Court.
- Chaucers carrière als dichter begon aan het einde van de jaren 1360, toen hij vertalingen maakte van Franse gedichten.[16] Zijn korte gedicht Complaint of Venus is gebaseerd op het werk van Otton de Graunson, een ridder uit Savoye, die in dienst was van Jan van Gent en dus bekend in de entourage van Chaucer.[17] Zijn eerste lange gedicht, The Romaunt of the Rose was een getrouwe vertaling van het Franse Roman de la rose van Guillaume de Lorris.

Chaucer was ook bevriend met de Franse dichter en kroniekschrijver Jean Froissart, met wie hij in 1368 in het gevolg van Lionel van Antwerpen naar Milaan reisde om het huwelijk van Lionel met Violante Visconti, de dochter van Galeazzo Visconti bij te wonen. Ook Petrarca was mogelijk op dat huwelijk aanwezig.
- The Book of the Duchess, Chaucers eerste belangrijke gedicht is in deze periode ontstaan. Het is een elegie voor Blanche van Lancaster, de eerste vrouw van Jan van Gent, die in 1369 overleed.

#### Jaren 1370 en 1380
Gedurende de jaren 1370 en de jaren 1380 vermeed Chaucer betrokkenheid bij diverse politieke conflicten. Dat kan de reden geweest zijn voor het opvallend gebrek aan historische verwijzingen in zijn werk.

In 1372-1373 reisde hij als bemiddelaar naar Genua in Italië. Mogelijk werd hij voor deze opdracht uitgekozen vanwege zijn kennis van het Italiaans. Chaucer was waarschijnlijk al van in zijn jeugd vertrouwd geraakt met die taal door contact met Italiaanse buren in Vintry Ward. Hij bezocht toen ook Florence, waar Petrarca en Boccaccio verbleven. Beiden waren toen nog in leven. Zelfs indien Chaucer hen niet persoonlijk ontmoette, moet hij toch veel over hen gehoord hebben en zeker ook over Dante. Die was vijftig jaar eerder in ballingschap gestorven, maar werd in Florence nog steeds vereerd. Het is heel goed mogelijk dat Chaucer manuscripten van het werk van deze auteurs in handen kreeg tijdens zijn bezoek.

Na zijn terugkeer uit Italië kreeg Chaucer in 1374 gratis de levenslange huur van de woning boven Aldgate, een van de zes poorten van de Londense stadsmuur. Hij moest het gebouw goed onderhouden en het ten tijde van oorlog beschikbaar stellen, dit ter verdediging van de stad. In datzelfde jaar werd hij ook benoemd tot controleur van de douane in de haven van Londen. Tijdens de uitoefening van dit ambt werd hij herhaaldelijk naar het buitenland gestuurd om de belangen van de koning te behartigen.
- Er wordt algemeen aangenomen dat Chaucer zijn belangrijkste gedichten schreef gedurende de jaren dat hij boven Aldgate woonde. Zo waren er onder meer Parliament of Fowls, Anelida and Arcite, het danteske[19] droomvisioen The House of Fame en Troilus and Criseyde. Chaucer vertaalde ook de Consolatio Philosophiae van Boëthius uit het Latijn met als titel Boece. Van gedicht tot gedicht verbeterde zijn techniek en werkte hij steeds minder conventioneel. Al deze werken zijn een voorproef van de volwassen komische stijl, die we te zien krijgen in The Canterbury Tales, waaraan hij waarschijnlijk in de vroege jaren 1380 begon te werken.[20]

Tijdens zijn ambt van controleur stond Chaucer in 1379-1380 terecht voor het Court of King's Bench op beschuldiging van de 'raptus' van Cecilia Chaumpaigne. Lang werd gedacht dat het hier om een schaking of verkrachting kon gaan. Uit documenten die in 2022 aan het licht kwamen, bleek dat het om een economisch conflict ging met Thomas Staundon, een werkgever die aankloeg dat Chaumpaigne plots bij hem was weggelokt. Overigens werd Chaucer vrijgesproken. 
In 1386 gaf Chaucer zijn woning in Aldgate en zijn baan bij de douane op, maar hij bleef verbonden aan het koninklijk hof en genoot daar aanzien als dichter.
- Rond die tijd schreef hij zijn lange gedicht The Legend of Good Women.

Chaucer verhuisde daarop naar Kent, waar hij het ambt van vrederechter uitoefende. Bovendien was hij gedurende een jaar parlementslid voor Kent. Na zijn terugkeer in Londen werd Chaucer in 1389 benoemd tot klerk van de Koninklijke Werken. Gedurende zijn ambtsperiode werden geen grootse bouwwerken begonnen, maar hij leidde wel de herstellingswerkzaamheden aan Palace of Westminster en aan de St. George's Chapel van Windsor Castle. Hij zette de werf aan de Tower of Londen verder en had toezicht op de voorbereidselen voor het grootse toernooi dat in 1390 door Richard II werd georganiseerd in Smithfield.

#### Jaren 1390

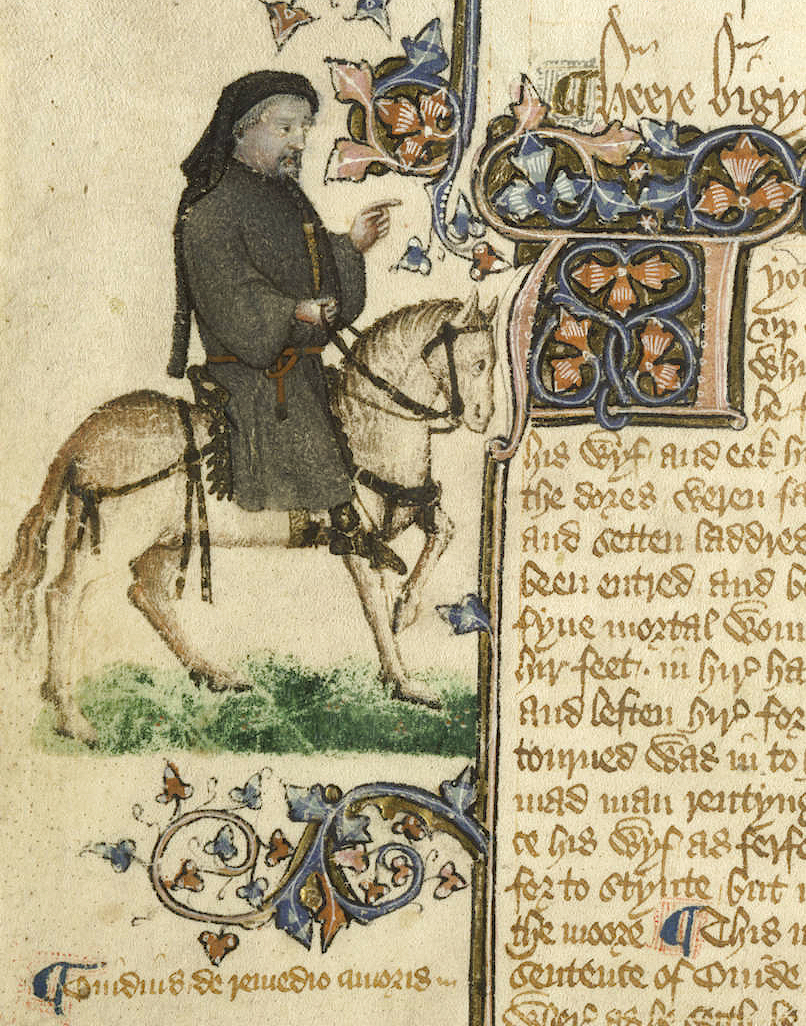
Pelgrim Chaucer in het Ellesmere Chaucer manuscript

Uit documenten blijkt dat Chaucer in 1390 drie keer overvallen en beroofd werd. Dat is mogelijk de reden waarom hij zijn ambt van klerk van de Koninklijke Werken opgaf. Hij kreeg in 1391 een vaste benoeming als adjunct-houtvester in de Koninklijke Bossen van North Petherton in Somerset, een functie die hij jarenlang bleef uitoefenen.
- Gedurende die jaren hield hij zich vrijwel uitsluitend bezig met het schrijven van The Canterbury Tales.[23]

Vanaf 1397 werd de stemming aan het hof grimmiger. Hendrik, de zoon van Jan van Gent, werd in 1398 verbannen. Toen Jan van Gent in 1399 stierf, eigende Richard II zich zijn bezittingen toe. Hendrik keerde terug uit ballingschap om zijn nalatenschap op te eisen, rekende af met Richard II en kroonde zichzelf tot Hendrik IV.

Over Chaucer komen we in deze jaren weinig te weten. In 1397 kreeg hij van Richard II een jaarlijkse gift van een 'butt' wijn toegewezen, en in 1398 kreeg hij koninklijke bescherming voor reizen naar diverse plaatsen in Engeland. Ook de troonopvolging van Hendrik IV schijnt op het eerste gezicht weinig verandering gebracht te hebben in zijn leven. Hendrik IV hernieuwde de toelagen die Chaucer van zijn voorgangers had ontvangen en voegde daar nog een levenslang extra jaargeld aan toe.
- In het slotvers van een laat gedicht The Complaint of Chaucer to His Purse, prijst Chaucer Hendrik IV als de ware koning, hoewel het gedicht zelf suggereert dat de beloofde toelage van de koning nog steeds niet werd betaald.[25]

In december 1399 huurde Chaucer een huis nabij Westminster Abbey op de plaats waar nu de Henry VII Lady Chapel staat. Gedurende een paar maanden ontving hij zijn koninklijke toelagen en achterstallen nog, maar na juni 1400 wordt hij niet meer in officiële documenten vermeld.

#### Overlijden

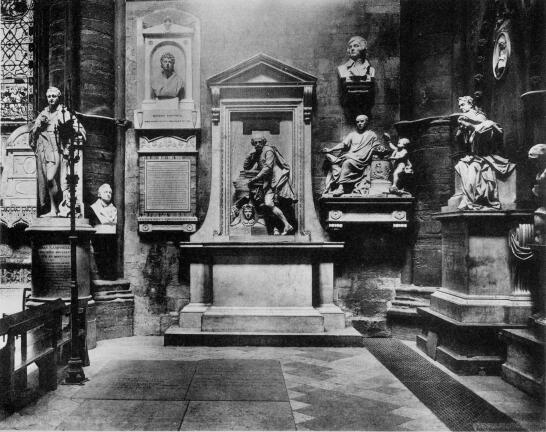
Poets' Corner in Westminster Abbey, Londen.

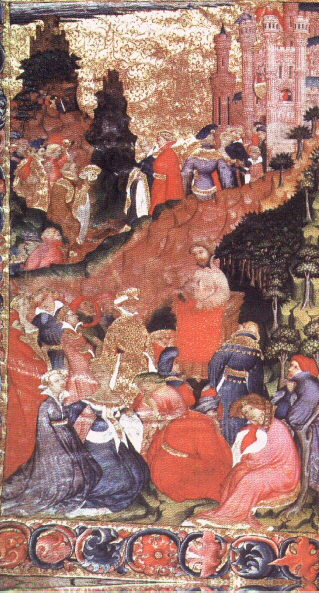
Chaucer draagt voor. Titelplaat van Troilus and Criseyde, begin 15e eeuw, Corpus Christi College, Cambridge MS61

Chaucers exacte sterfdatum is onbekend. Zijn huidige graf in Westminster Abbey, waarop de inscriptie 25 oktober 1400 staat, is mogelijk pas meer dan honderdvijftig jaar na zijn dood opgericht. Dat graf in Westminster Abbey heeft Chaucer niet te danken aan zijn dichterschap. Hij had daar recht op, omdat hij lid was van de parochie en huurder van de Abbey en omdat burgers, in dienst van de koning, begraven werden in de nabijheid van 'hun' koning(en). Niemand in het Engeland van 1400 kon voorzien dat het graf van Chaucer het begin zou worden van Poets' Corner en dat Chaucer geroemd zou worden als de oorsprong van de Engelse poëzie.

## Oeuvre

### Belangrijkste werken
- The Book of the Duchess is het vroegste van Chaucers belangrijkste gedichten. Het is bedoeld als elegie voor Blanche van Lancaster. Het gedicht vertelt de droom van de dichter waarin hij op een open plek in het bos een in het zwart geklede rouwende ridder ontmoet. Als de dichter hem naar de oorzaak van zijn verdriet vraagt, antwoordt de ridder met een metafoor: hij speelde een partij schaak met Fortuna (het lot) en verloor zijn witte koningin. Als de dichter ten slotte begrijpt dat een gestorven geliefde de ridder verdrietig maakt, vindt hij dit zo'n mooi verhaal dat hij besluit een gedicht over de droom te maken.
- Anelida and Arcite vertelt het verhaal van Anelida, koningin van Armenië en haar vrijage met de valse Arcite van Thebe.
- The House of Fame is geschreven in de vorm van een droomvisioen waarin de dichter in slaap valt en zich dan in een glazen tempel bevindt waarvan de wanden versierd zijn met afbeeldingen van roemrijke helden. Met een adelaar als gids begint de dichter te mediteren over de aard van roem en of het wel enige betekenis heeft.
- Parliament of Fowls is ook een droomvisioen. Hier speelt Scipio Africanus de rol van gids die de dichter doorheen de hemelse sferen begeleidt. In de tempel van Venus vindt ten slotte een ritueel plaats waarbij de vogels hun partner moeten kiezen.
- The Legend of Good Women is weer een droomvisioen en het derde langste van Chaucers gedichten na The Canterbury Tales en Troilus and Criseyde. De dichter krijgt hierin een standje van de god van de liefde omdat hij in gedichten als Troilus and Criseyde een minder fraai beeld ophangt van de vrouw. Hij krijgt de opdracht om een nieuw gedicht te maken dat de daden en de deugd van vrouwen verheerlijkt.
- Troilus and Criseyde wordt vaak als Chaucers beste werk beschouwd, ook al is het minder bekend dan The Canterbury Tales. Het vertelt het verhaal van de liefde tussen de Trojaanse prins Troilus en Criseyde, de dochter van een priester die naar de Grieken is overgelopen, tegen de achtergrond van de strijd om Troje.
- The Canterbury Tales is Chaucers bekendste, hoewel onvoltooid gebleven werk. Het is samengesteld uit een reeks verhalen van pelgrims die vanuit Southwark in Londen op bedevaart trekken naar het graf van Thomas Becket in de kathedraal van Canterbury.

### Authenticiteit
Het is niet gemakkelijk om Chaucers werken met zekerheid te identificeren, omdat er geen eigenhandig geschreven versies zijn overgebleven en onderzoekers dus aangewezen zijn op manuscripten en vroeg gedrukte edities. Het belangrijkste bewijs voor de identiteit van sommige werken en de volgorde daarvan, wordt door Chaucer zelf gegeven in de proloog van The Legend of Good Women (417 e.v.)
He made the book that high the Hous of Fame, 

And eke the Deeth of Blaunche the Duchesse,

And the Parlement of Foules, as I gesse,

And al the love of Palamon and Arcite

...

He hath in prose translated Boece,

And maad the lyf also of Seynt Cecile

...

Or in the Rose or elles in Creseyde.
in de Introduction van The Man of Law's Tale (over The Legend of Good Women)
Cleped the Seintes Legende of Cupido
en in de Retraction op het einde van The Canterbury Tales.
Sommigen van zijn tijdgenoten, zoals Henry Scogan, John Lydgate en John Shirley, maken ook melding van de authenticiteit van sommige van Chaucers werken. Van een aantal lyrische gedichten wordt aangenomen dat ze van Chaucer zijn, op basis van hun toewijzing door scribenten en van hun conformiteit met zijn andere werken qua stijl en onderwerp.

### Datering
Er zijn slechts weinig concrete bewijzen om te bepalen wanneer Chaucer zijn afzonderlijke werken schreef. Uiteraard zijn er geen documenten over de 'publicatie' en eigentijdse verwijzingen naar werken van Chaucer zijn zeldzaam. Zo vermeldt Thomas Usk Troilus and Criseyde in zijn Testament of Love, maar dat werk is op zich al moeilijk exact te dateren. En de verwijzing van Eustache Deschamps naar Boece en The Romaunt of the Rose in zijn Ballade address a Geoffrey Chaucer uit ca. 1385, biedt ook weinig hulp voor de datering van die werken.
Chaucers werken zelf bevatten weinig specifieke gegevens over de datum waarop ze geschreven zijn. Alleen A Treatise on the Astrolabe bevat een actuele datum, namelijk 12 maart 1391. Maar er zijn aanwijzingen in de tekst dat Chaucer het werk na een tussenpoos opnieuw ter hand nam in de lente van 1393 of zelfs later. Slechts één werk kan in verband gebracht worden met een historische gebeurtenis: The Book of the Duchess met de dood van Blanche van Lancaster in september 1369. Maar zelfs dit biedt maar beperkte hulp, vermits het niet zeker is hoelang na het overlijden van Blanche dit gedicht geschreven werd. Het onderzoek naar de relatieve datering van Chaucers werken moet bovendien ook rekening houden met zaken als stijl en het toenemend meesterschap in zijn dichtkunst, wat niet gemakkelijk is, gezien zijn zo gevarieerde literaire verwezenlijkingen.

### Chronologie van de belangrijkste werken
Academici hebben een chronologie van Chaucers werken ontwikkeld waarover een ruime consensus, hoewel geen algemene unanimiteit bestaat.
- The Book of the Duchess (1369-1372)
- Saint Cecelia (tussen 1372 en 1380) - het verhaal van The Second Nun's Tale
- The House of Fame (1378-1380)
- Anelida and Arcite (tussen 1372 en 1380)
- Parliament of Fowls (1380-1382)
- Boece (1380-1387)
- Troilus and Criseyde (1382-1386)
- Palamoun and Arcite (1380-1387) - het verhaal van The Knight's Tale
- The Legend of Good Women - sommige van de legendes kunnen van een vroegere datum zijn, en de Proloog werd later herzien
- General Prologue en het begin van The Canterbury Tales (tussen 1388 en 1392)
- A Treatise on the Astrolabe (1391-1392, met toevoegingen in 1393 of later)
- The Canterbury Tales (1392-1395) - het grootste deel ervan, waaronder waarschijnlijk de Marriage Group
- The Canterbury Tales (1396-1400) - de laatste verhalen, waaronder waarschijnlijk The Nun's Priest's Tale, The Canon's Yeoman's Tale (hoewel een deel van dit laatste verhaal waarschijnlijk al vroeger geschreven was) en The Parson's Tale

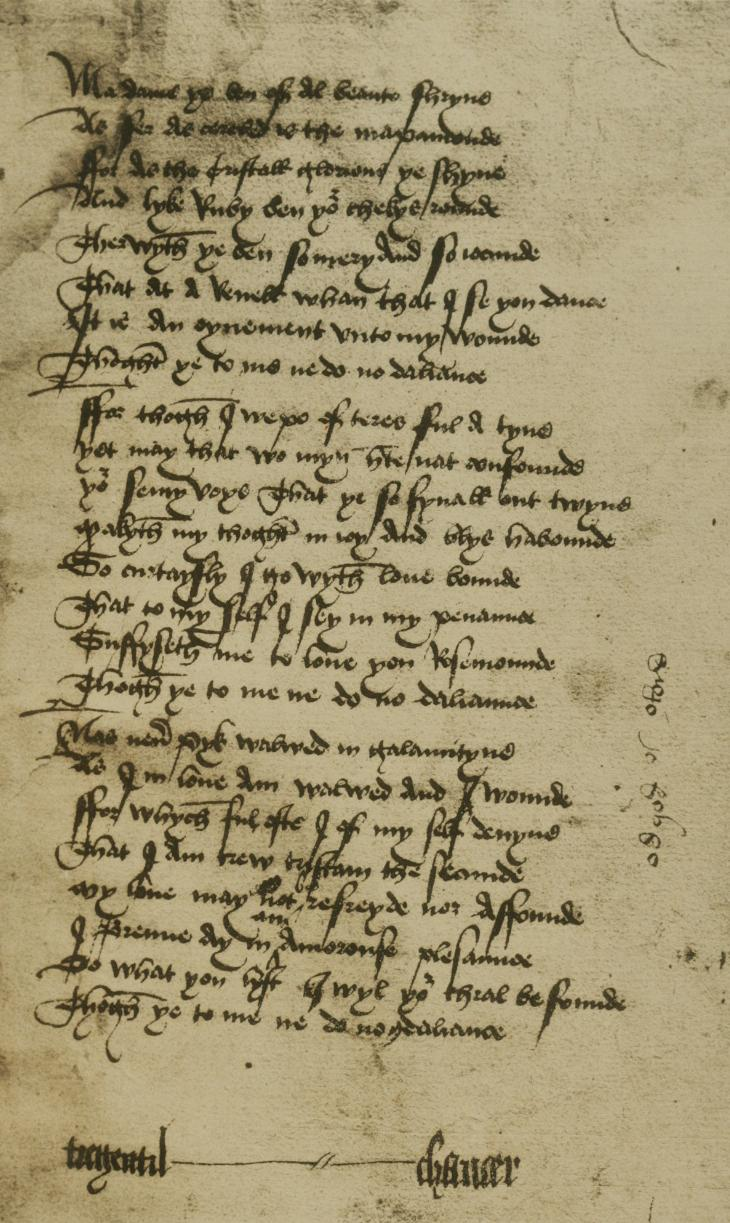
To Rosemounde, 1477.

### Korte gedichten
Voor 1372
- An ABC - in de manuscripten La prière de Nostre Dame genoemd

Tussen 1372 en 1380
- The Complaint unto Pity
- A Complaint to his Lady

Rond 1385
- The Complaint of Mars
- The Complaint of Venus
- To Rosemounde
- Womanly Noblesse

Tussen 1380 en 1387
- Chaucers Wordes unto Adam, His Owne Scriveyn
- The Former Age
- Fortune
- Truth
- Gentilesse
- Lak of Stedfastnesse

Tussen 1396 en 1400
- Lenvoy de Chaucer a Scogan
- Lenvoy de Chaucer a Bukton
- The Complaint of Chaucer to his Purse
- Proverbs

### Verloren gegane werken
In de proloog van The Legend of Good Women somt Chaucer twee werken op die blijkbaar verloren gegaan zijn:
Origenes upon the Maudeleyne— F 428
And Of the Wretched Engendrynge of Mankynde
As man may in Pope Innocent yfynde;— G 414-415
Dit laatste is mogelijk een vertaling van De miseria conditionis humanae van paus Innocentius III. Chaucer vermeldt ook dat hij veel liefdesgedichten heeft geschreven
And many an ympne for your halydayes,
That highten balades, roundels, virelayes;— F 422
In de Retraction van The Canterbury Tales vermeldt hij "the book of the Leoun" en "and othere bookes of legendes of seintes, and omelies, and moralitee, and devocioun".

### Betwiste werken
Enkele lyrische gedichten worden door sommige academici beschouwd als authentiek, door anderen verworpen. Omdat de mogelijkheid bestaat dat ze van Chaucers hand zijn, werden ze toch in de Riverside Chaucer opgenomen.
- Against Women Unconstant
- A Balade of Complaint - Waarschijnlijk niet van Chaucer.
- Complaynt D'Amours - Waarschijnlijk niet van Chaucer.
- Merciles Beaute - Vandaag de dag door vrijwel alle geleerden als echt aanvaard.
- The Equatorie of the Planets - Komt in recente jaren in aanmerking voor opname in het oeuvre van Chaucer. Het is een Middelengelse vertaling van een Latijns werk, dat gebaseerd is op een Arabische bron. Het beschrijft de constructie en het gebruik van een equatorium, een instrument voor de berekening van de positie van de planeten. Het werd in 1952 ontdekt en bevindt zich nu in de Cambridge University Library.[28]

### Onechte werken
Sommige werken zijn zonder twijfel niet van Chaucer hoewel ze soms aan hem werden toegeschreven.
- The Pilgrims's Tale - Geschreven in de 16e eeuw met vele zinspelingen op Chaucer.
- The Plowman's Tale or The Complaint of the Ploughman - Een satire van de lollards.
- Pierce the Ploughman's Crede - Een satire van de lollards.
- The Ploughman's Tale - Het grootste deel ervan is een versie van Item de Beata Virgine van Thomas Hoccleve.
- La Belle Dame Sans Merci - Vertaling door Richard Roos van een gedicht met dezelfde naam van Alain Chartier.
- The Testament of Love  - In feite geschreven door Thomas Usk.
- Jack Upland - Een satire van de lollards.

## Taal en versvorm
Voordat Chaucer begon te schrijven was de Engelse taal al minstens zes eeuwen in gebruik in proza en poëzie, weliswaar met ups en downs. In de loop van de 14e eeuw werd het Engels meer en meer gebruikt in alle aspecten van het dagelijks leven. Voor Chaucer was het dan ook voor de hand liggend om in het Engels te schrijven, hoewel sommigen van zijn tijdgenoten, in het bijzonder zijn vriend John Gower, ook het Frans en het Latijn gebruikten. Uit het Hengwrt Chaucer-manuscript, dat het dichtst bij Chaucers eigen spelling staat, blijkt dat hij een gestandaardiseerde variëteit van het Engels hanteerde, dat ook gebruikt werd in het zakenleven en aan het hof in Londen en Westminster. Chaucer vestigde er in Troilus and Criseyde zelf de aandacht op dat er in zijn tijd een heleboel Engelse dialecten waren.
And for ther is so gret diversite
In Englissh and in writyng of our tonge— (V 1793-1794)
Een groot aantal woorden en uitdrukkingen, veel van Franse herkomst, werd voor het eerst in zijn werk opgetekend. Chaucer toonde aan dat het Engels met sierlijkheid en kracht geschreven kon worden.
In de 14e eeuw waren er twee manieren gangbaar om Engelse verzen te componeren. Meestal werden die gescheiden van elkaar gebruikt, hoewel sommige auteurs ze in eenzelfde werk combineerden. Het ene systeem kwam voort uit het Oudengels en berustte op het patroon van benadrukte lettergrepen in iedere versregel, verbonden met alliteratie van de beginklanken. Gewoonlijk rijmden de versregels niet met elkaar. De tweede manier werd in de 12e eeuw in Engeland in gebruik genomen en was gebaseerd op Franse en Latijnse voorbeelden. De techniek steunde gedeeltelijk op het aantal lettergrepen in iedere versregel - gewoonlijk met vier klemtonen - en gedeeltelijk op het verbinden van de versregels in coupletten of groepen met rijmende eindklanken. Chaucer gebruikte deze techniek in zijn vroege gedichten The Book of the Duchess en The House of Fame. Al vroeg in zijn carrière begon hij ook versregels met vijf klemtonen te gebruiken in stanza's met acht versregels, onder andere in de ABC en in The Monk's Tale. Later gebruikte hij dezelfde versregels in stanza's met zeven versregels in onder andere Parliament of Fowls, Troilus and Criseyde en enkele van de verhalen in The Canterbury Tales. Deze techniek werd later 'rime royal' genoemd. Zijn grootste bijdrage aan de techniek van het Engelse vers was het gebruiken van de versregel met vijf klemtonen in rijmende coupletten, zoals in The Legend of Good Women en het grootste deel van The Canterbury Tales.

## Literaire context
De werken van Chaucer weerspiegelen vaak wat hij las en waar hij mee bezig was op het moment dat hij ze schreef. Dat vormt de basis van de oude, niet helemaal onterechte indeling van zijn carrière in een Franse, Italiaanse en Engelse periode. Zijn vroege werken weerspiegelen zijn bewondering voor Franse hoofse verzen. Zijn ontdekking van de Italiaanse poëzie beïnvloedde zowel de vorm als de onderwerpen van zijn dichtkunst. De tijd waarin hij aan The Canterbury Tales werkte wordt gekenmerkt door een verandering in zijn opvattingen over poëzie en het weergeven van het leven in het Engeland van zijn tijd. Maar er waren ook de klassieken, die hij tijdens zijn opleiding leerde kennen, en de Bijbel als bron van informatie. In de late veertiende eeuw was er sprake van een drukke interactie tussen het Latijn, het Italiaans, het Frans en het Engels. Dat wordt bijvoorbeeld geïllustreerd door het verhaal van 'Griselda' in The Clerk's Tale. Het werd door Boccaccio in het Italiaans geschreven en Petrarca maakte een Latijnse vertaling, die door zijn vriend Philippe de Mézières naar het Frans werd vertaald en vervolgens door Chaucer in het Engels werd geschreven.

### Klassieke achtergrond

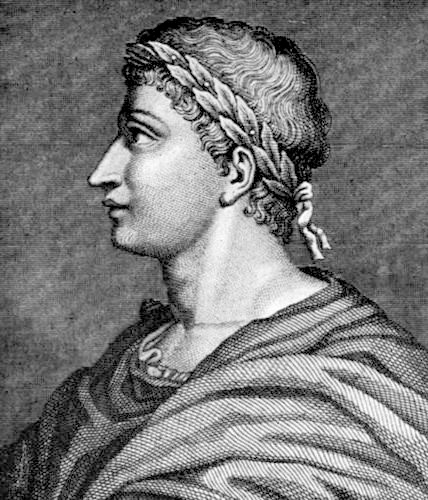
Publius Ovidius Naso.

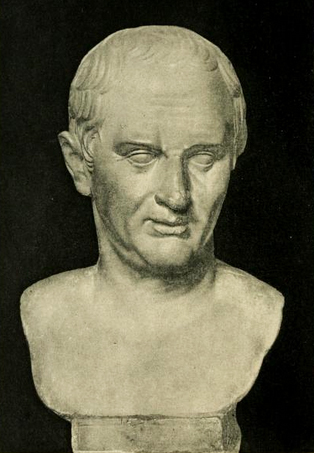
Marcus Tullius Cicero.

Chaucer gebruikt de antieke wereld als een fictieve of schijnbaar historische setting voor verhalen die zich afspelen in een heidens verleden. Hij vindt er een overvloed aan vertellingen, informatie en zinspreuken, die hij in zijn dichtkunst kan gebruiken. Bovendien verschaft het hem een verzameling teksten met een gezaghebbende status. In de middeleeuwen werd origineel werk niet hoog gewaardeerd. Verhalen opnieuw vertellen is een manier om oud materiaal interessant te maken, door het aan te passen aan de beslommeringen van de nieuwe auteur en zijn gehoor. Zoals hij het zelf zegt in de Parliament of Fowls, als het oogsten van nieuwe gewassen op oude velden.
For out of olde feldes, as men seyth,
Cometh al this newe corn from yer to yere,
And out of olde bokes, in good feyth,
Cometh al this newe science that men lere.— PF 22-25
Chaucer deed dat echter niet in het Latijn, maar in het Engels, een taal die toen slechts in een uithoek van de wereld gesproken en begrepen werd en die bovendien nog opgedeeld was in een veelheid aan lokale dialecten en onderworpen aan snelle veranderingen. Toch gebruikt Chaucer dat Engels om een direct contact te maken met de grote klassieke auteurs en om de eerste Engelse literatuur te scheppen die met hen vergeleken kan worden.

#### Griekse klassieken
Grieks was zowat onbekend in het middeleeuwse West-Europa en Latijn domineerde de klassieke traditie. De enkele bekende Griekse auteurs werden in Latijnse vertaling gelezen.
- De bekendste waren de filosofen Aristoteles en Plato, maar zelfs hun geschriften waren slechts gedeeltelijk bekend. Daarnaast waren er enkele praktische schrijvers zoals Ptolemaeus met zijn werk over astronomie en de geneesheer Galenus met zijn medische geschriften. Chaucer kende hen goed genoeg om hen te citeren.
- Homerus was ook een bekende naam, maar helaas zonder een tekst. Het verhaal van de Trojaanse Oorlog was nochtans zeer populair. Twee in het Latijn vertaalde teksten over de Trojaanse Oorlog, respectievelijk geschreven vanuit het Griekse[33] en het Trojaanse[34] standpunt waren heel bekend tijdens de middeleeuwen. Vooral over Dares blijkt Chaucer gelezen te hebben voordat hij zijn Troilus and Criseyde schreef.

#### Romeinse klassieken
- Chaucer vertaalde Over de vertroosting der wijsbegeerte van Boëthius in het Middelengels.
- Chaucer kende de Aeneis van Vergilius, hoewel hij meer interesse had voor de status van de auteur dan voor het werk.
- Het werk van Ovidius was hem beter bekend en hij gebruikte het uitgebreider. De Metamorphoses is een collectie van de belangrijkste klassieke mythen en dus zeer bruikbaar als referentie en als bron voor goede verhalen. Het werk onderging zelf een metamorfose in de vorm van een reeks christelijke commentaren. Chaucer had op zijn minst toegang tot een Latijnse[35] en een Franse[36] commentaar, maar hij paste ze zelden toe op de verhalen die hij er uit ontleende. Hij vertelde ze op zijn eigen manier. Veel van de verhalen uit The Legend of Good Women, een reeks over heldinnen die door hun geliefde worden verlaten, vinden hun oorsprong in de Heroides, een gelijkaardige serie van Ovidius.
- Dictorum factorumque memorabilium libri IX van Valerius Maximus, negen boeken met gedenkwaardige daden en gezegden van de Romeinen, verschafte Chaucer een goede bron van verhalen.
- Van Cicero was alleen De re publica bekend in de middeleeuwen, waarin de droom van Scipio verteld wordt, over de kleinheid van de wereld en hoe men daar in zijn korte levensloop mee moest omgaan. Macrobius schreef daar in de 5e eeuw een commentaar op. Chaucer gebruikte zowel de droom van Cicero in de opening van Parliament of Fowls als de commentaar van Macrobius.
- Seneca werd in de middeleeuwen vooral voor zijn morele wijsheid gewaardeerd en door Chaucer geciteerd in The Tale of Melibee.
- Ook Cato was om zijn praktische wijsheid zeer geliefd en werd vaak door Chaucer geciteerd. Wat Chaucer echter niet wist is dat de Disticha Catonis, de spreuken van Cato,[37] niet van zijn hand waren. Het werk was een veel gebruikte middeleeuwse schooltekst.
- In Chaucers werk worden nog talloze andere klassieke auteurs genoemd, zoveel dat het vrijwel onmogelijk is dat hij ze gelezen heeft. Hij kende ze waarschijnlijk uit compendia of encyclopedieën.[38]

### Franse achtergrond

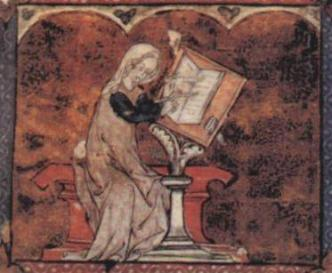
Marie de France uit een verlucht manuscript.

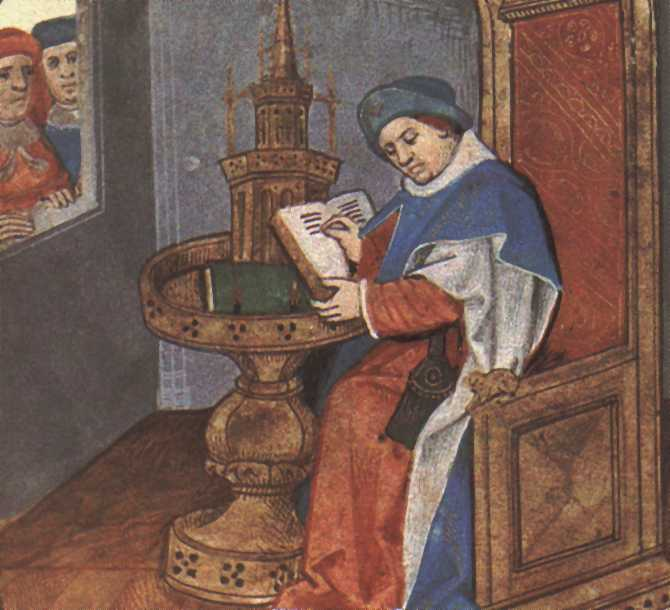
Miniatuur uit een manuscript van de Roman de la Rose (Oxford, Bodleian Library), portret van Guillaume de Lorris.

In het Europa van de 13e en de 14e eeuw was de Franse cultuur dominant. Ze vormde een belangrijke inspiratiebron voor Chaucers literaire carrière. Net zoals het Engels was het Frans een taal van dialecten.

#### Marie de France
Chaucers Franse achtergrond bestond zowel uit Anglo-Normandisch Frans als uit Continentaal Frans. In de loop van zijn leven veranderde de rol van beide Franse dialecten in relatie tot de Engelse maatschappij en literatuur. Mogelijk hield het Anglo-Normandisch Frans op om een gesproken eerste taal te zijn tegen de jaren 1180, maar het bleef gedijen als taal voor administratie en literatuur. Het was de taal waarin Marie de France haar Bretonse lais schreef, het genre dat Chaucer gebruikte in The Franklin's Tale. Marie de France schreef onder andere ook twee verhalen die analoog zijn met The Merchant's Tale. In de 14e eeuw werden nog steeds werken in het Anglo-Normandisch geschreven, onder andere Gowers Miroir de l'Omme (ca. 1374-1379) en Cinkante Ballades (ca. 1399).

#### Roman de la Rose
De 13e-eeuwse Roman de la Rose van Guillaume de Lorris en Jean de Meung was van het grootste belang voor Chaucer. Zijn droomverzen waren geschreven in de trant van de elegante, modieuze 'dits amoureux', een laatmiddeleeuws genre van verhalende gedichten, vaak droomgedichten, die gefocust waren op liefdesverdriet en die vaak ook filosofische en didactische thema's behandelden, zoals geluk, roem en geaardheid. Chaucer vertaalde de Roman de la Rose als The Romaunt of the Rose, hoewel er geen eensgezindheid bestaat over de authenticiteit ervan.

#### Fabliau
Verscheidene van The Canterbury Tales (The Miller's Tale, The Reeve's Tale, The Friar's Tale, The Summoner's Tale, The Merchant's Tale and The Shipman's Tale) behoren tot een ander bekend Frans genre, dat van de fabliau: kluchtige verhalen met cynische, gewoonlijk liederlijke onderwerpen, een snel tempo, en vaak wat tegenwoordig een slapstick heet of absurde fysieke vernederingen, die alle leiden tot een hilarische ontknoping die een soort van gerechtigheid brengt.

### Italiaanse achtergrond

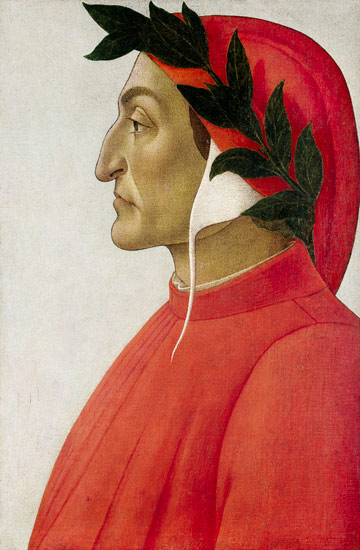
Dante Alighieri, portret door Sandro Botticelli, 1495.

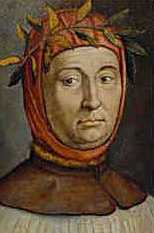
Francesco Petrarca.

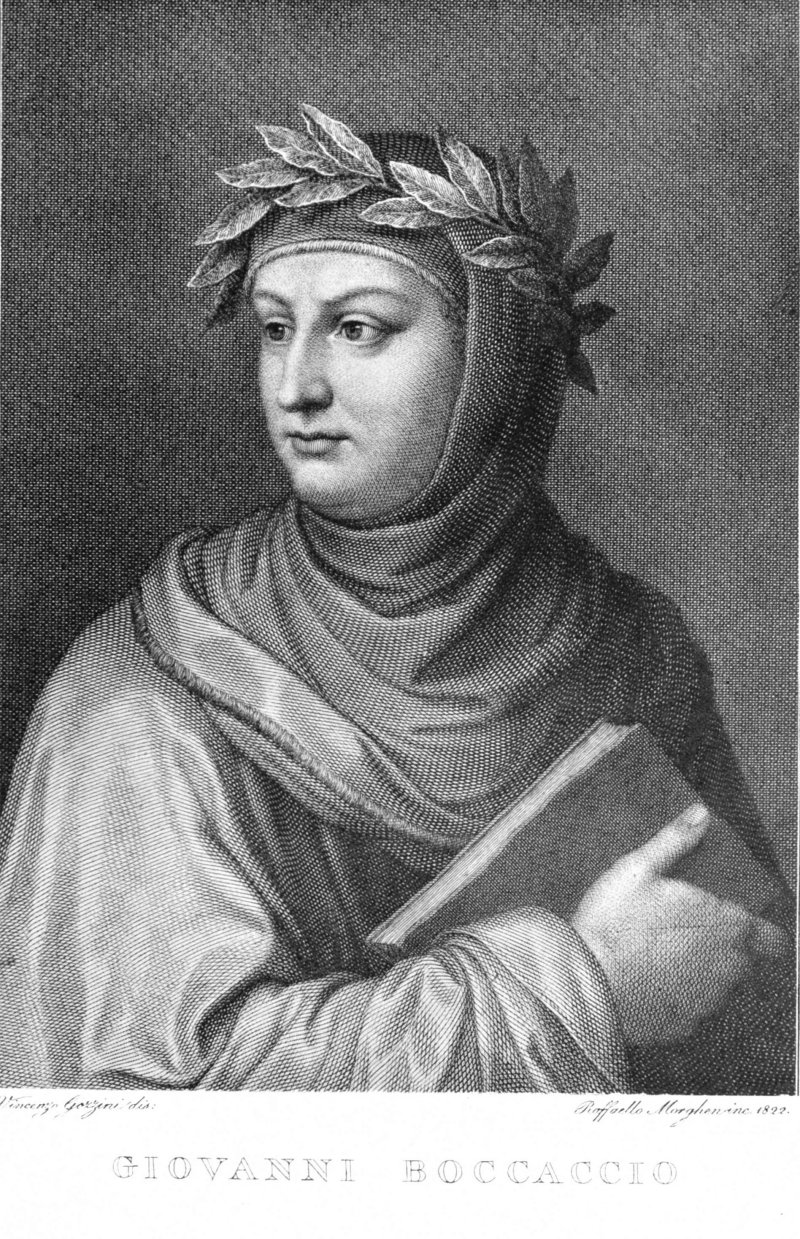
Giovanni Boccaccio, gravure door Raffaello Sanzio Morghen, 1822.

Dankzij hun handelsactiviteiten maakten de Engelsen in de middeleeuwen kennis met Italië en werden er ook culturele contacten ontwikkeld. Al sinds de 13e eeuw waren Italianen actief in de Engelse economie en dan vooral in de wolhandel. Onder andere de Italiaanse gemeenschap in Londen en Southampton speelde een belangrijke rol in de Engelse koopvaardij en in de cultuur van Chaucers tijd. Tijdens zijn jeugd woonden er welstellende Italiaanse families in zijn buurt en waarschijnlijk heeft hij toen al kennisgemaakt met hun taal.
Chaucer reisde verder minstens twee keer met een diplomatieke missie naar Italië, namelijk in de periode 1372-1373 en in 1378. De route naar Italië duurde ongeveer vijf weken en ging via Calais, door Frankrijk, langs de Rijn en over de Alpen via de St. Bernhardpas. Zijn eerste verblijf in Italië duurde ongeveer zes maanden. Hij bezocht eerst Genua en reisde vervolgens met een geheime opdracht naar Florence. Daar werden Dante, Boccaccio en Petrarca beschouwd als 'de drie kronen van Florence'. De twee laatste waren toen nog in leven. In de proloog van The Clerk's Tale schrijft hij dat Petrarca nabij Padua woonde, maar nergens in zijn oeuvre vermeldt hij Boccaccio bij naam.

#### Dante
Chaucer kende La Divina Commedia van Dante, die in de 14e eeuw vooral beschouwd werd als een autoriteit op het gebied van de verschrikkingen van de hel. De eerste bekende verwijzing naar Dante in het Engels is in Chaucers House of Fame. Verwijzingen naar Dante in deze hoedanigheid verschijnen nog in verschillende verhalen uit The Canterbury Tales. Toch erkende Chaucer La Divina Commedia ook als een gedicht over liefde, wat te zien is in de Parliament of Fowls. In zijn werk komen een heleboel zinspelingen op Dante voor.

#### Petrarca
Als Chaucer Petrarca ooit ontmoet heeft, moet dat tijdens zijn eerste reis naar Italië geweest zijn, want Petrarca overleed in 1374. In The Clerk's Tale laat Chaucer de 'Clerk' vertellen over zijn reis naar Padua, de woonplaats van Petrarca.
... I wol yow tell a tale which that I
Lerned at Padowe of a worthy clerk, ...
Academici zijn het er niet over eens of Chaucer dat verzonnen of inderdaad zelf beleefd heeft. Wel is zeker dat hij een kopie van de Latijnse tekst van Petrarca voor zich had toen hij het verhaal over Griselda in The Clerk's Tale navertelde. Petrarca's tekst met de titel De obedientia ac fide uxoria mythologia was op zich dan weer een bewerking van het tiende verhaal van de tiende dag in de Decamerone van Boccaccio.

#### Boccaccio
Het is mogelijk dat Chaucer Boccaccio tijdens zijn reis naar Florence ontmoette, aangezien Boccaccio in het nabijgelegen Certaldo woonde. Chaucer wist van het bestaan van de Decamerone, en had het werk misschien gelezen, maar hij citeerde het nergens in zijn eigen teksten. Het is dan ook onwaarschijnlijk dat hij er een kopie van heeft gehad. Toch bewerkten Chaucer en Boccaccio dezelfde traditionele verhalen, maar dan ieder op zijn eigen manier. De vergelijking daarvan toont ons interessante contrasten in hun opvattingen over literatuur en hun visie op de wereld.
Het eerste verhaal in The Canterbury Tales, The Knight's Tale, heeft Teseida delle nozze d'Emilia van Boccaccio als bron en een mogelijke bron voor The Franklin's Tale is Il Filocolo, de vierde vraag over de liefde.
Verscheidene verhalen in The Canterbury Tales hebben analoge verhalen in de Decamerone:
| The Canterbury Tales    | Decamerone         |
| ----------------------- | ------------------ |
| The Clerk's Tale        | Dag 10, Verhaal 10 |
| The Franklin's Tale     | Dag 10, Verhaal 5  |
| The Merchant's Tale     | Dag 7, Verhaal 9   |
| The Pardoner's Prologue | Dag 6, Verhaal 10  |
| The Reeve's Tale        | Dag 9, Verhaal 6   |
| The Shipman's Tale      | Dag 8, Verhaal 1   |

### De Bijbel

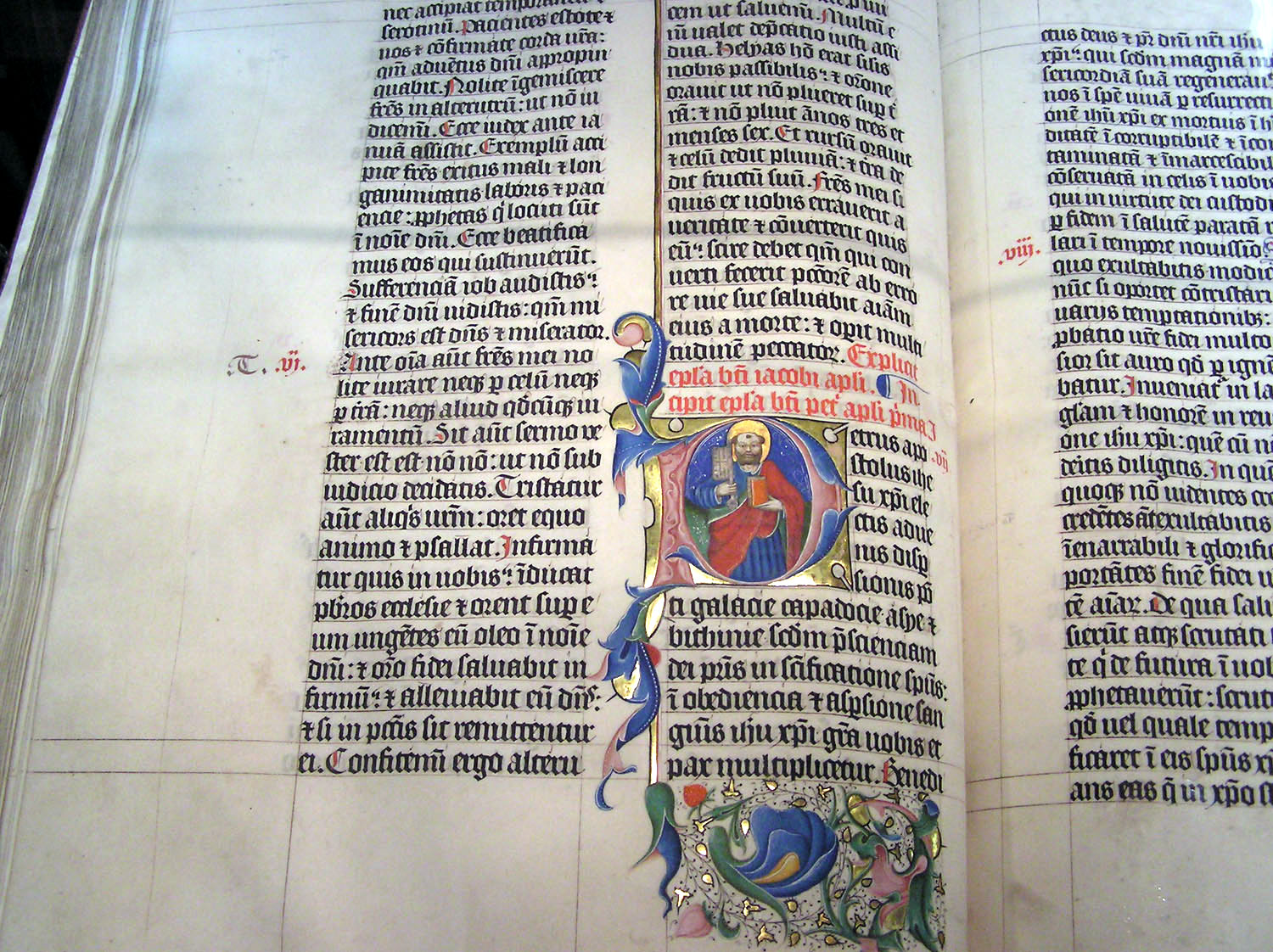
Latijnse Bijbel uit 1407 in de abdij van Malmesbury, in Wiltshire, Engeland, in België geschreven door Gerard Brils.

In Chaucers tijd was de Bijbel gemeengoed. Formeel onderwijs begon en eindigde vaak met de (Latijnse) Bijbel. Wie niet kon lezen had ook toegang tot de Bijbel. Illustraties van Bijbelse teksten waren in overvloed aanwezig, niet alleen in boeken, maar ook in muurschilderingen, kerkmeubelen en als beeldhouwwerken. Mensen werden vertrouwd gemaakt met de Bijbel door de jaarlijkse cyclus van opvoeringen van toneelstukken door ambachtelijke gilden, de 'mysteriespelen'. Chaucer refereert uitvoerig aan die mysteriespelen in onder andere The Miller's Tale.
Zinspelingen op de Bijbel gebruikt hij op verschillende manieren. Zo verrijkt hij zijn geschriften door vergelijkingen te maken met Bijbelse personen of gebeurtenissen, of gebruikt hij de Bijbel als bron van wijsheid en waarheid. Meer typisch voor hem is echter een indirect gebruik van de Bijbel, namelijk op een ironische manier die de lezer toelaat om te reflecteren over het verschil tussen de Bijbelcontext en de situatie van de personages in zijn verhalen. Het probleem met ironie is dat de lezer ervan uitgaat dat de auteur niet de bedoeling heeft om zijn uitspraken ernstig te laten nemen. De ware opvattingen van Chaucer zijn echter bijzonder moeilijk vast te stellen. Het feit dat hij zijn uitspraken in de mond van fictieve personages legt, maakt ze al onbetrouwbaar als het over zijn persoonlijke mening gaat.

## Receptie

### Geletterdheid
De meeste manuscripten die dateren van voor de 13e eeuw in Engeland, waren bedoeld voor een ontwikkelde geestelijke doelgroep, een klein maar zeer machtig deel van de bevolking. Uit de 14e eeuw zijn er vrij veel in de volkstaal geschreven manuscripten overgebleven, met vaak wereldse in plaats van theologische of religieuze onderwerpen. Dat wijst erop dat ze gemaakt werden voor een doelgroep van geletterde leken. De overgang van de ongeletterde naar de geletterde cultuur in Engeland gebeurde uiteraard zeer geleidelijk, maar in de groei van de geletterdheid in de late middeleeuwen speelden Chaucer en zijn tijdgenoten een cruciale rol.

### Middeleeuws publiek
Chaucers middeleeuws publiek van lezers en toehoorders was zeer verscheiden. Zo waren er de hovelingen, met wie hij beroepshalve omging, de klasse van de kooplieden, waarvan hij zelf afkomstig was en zijn entourage van vrienden en compagnons. Sir Peter Bukton, Henry Scogan en Sir Philip de la Vache waren daar zeker bij, aangezien hij ieder van hen aanspreekt in zijn respectievelijke korte gedichten, Lenvoy de Chaucer a Bukton, Lenvoy de Chaucer a Scogan en Truth. Ook kende Chaucer de 'Lollard knights', een groep edellieden, aanhangers van de Lollards, die zonder twijfel de bescherming van de Koninklijke Huishouding genoten. Zij waren vertrouwd met zijn werk. Een van hen, Sir John Clanvowe, was zelf dichter. Zijn droomgedicht Boke of Cupide was geschreven in de trant van Chaucers Parliament of Fowls. Chaucer had ook een vrouwelijk publiek, vooral uit de aristocratie en de klasse van de kooplieden. Deze vrouwen, die zelf niet altijd konden lezen, kregen de kans om te luisteren naar teksten, die bij hen thuis werden voorgelezen. Zo citeert Chaucers 'Wife of Bath' vaak uit zowel heilige als wereldse boeken, die ze leerde kennen doordat onder anderen haar echtgenoot haar voorlas.

### 15e tot 17e eeuw

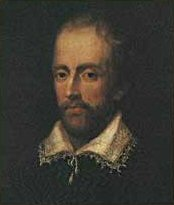
Edmund Spenser (1552-1599).

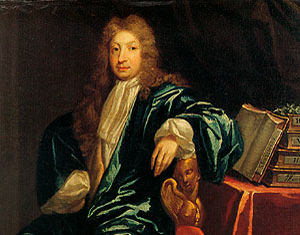
John Dryden (1631-1700).

Deze periode loopt van de tijd waarin het werk, de biografie en de reputatie van Chaucer voor het eerst onderwerp van belangstelling van een reeks 15e-eeuwse dichters en lezers, luisteraars en commentatoren werd, zoals Thomas Hoccleve en John Lydgate en voor een aantal drukkers zoals Caxton, tot de tijd van Spencer en het uitgeverswerk van Thynne, Stow en Speght.
Nog tijdens zijn leven begon het nabestaan van Chaucers werk toen tijdgenoten over hem schreven. In Testament of Love (ca. 1387) liet Thomas Usk Chaucer door de God van de liefde beschrijven als 'de edele filosofische dichter in het Engels'. Op zijn beurt liet John Gower hem door Venus begroeten in de vroege recensie van de Confessio amantis als 'mijn discipel en mijn dichter'. De wederzijdse wisseling van dergelijke complimenten was gebruikelijk tussen een selecte groep van actieve dichters, denkers en schrijvers en veranderde van toon wanneer een van hen om welke reden dan ook stopte met schrijven.
Veel van de belangrijkste dichters, schrijvers en commentatoren, van John Skelton (1460-1529) tot Samuel Pepys (1633-1703) drukten hun respect uit voor Chaucer. In de Shepherdes Calender stelt Edmund Spenser (1552-1599) zich voor als een opvolger van Chaucer, die hij in verband brengt met Vergilius.
De weinige negatieve kritiek op Chaucer ging over zijn taal, die moeilijk te verstaan was, zijn metriek die ongepolijst en onzeker zou zijn en het gebruik van onzedelijke woorden en gebeurtenissen in sommige van zijn werken.
De twee vroegste vertalingen van Chaucer verschijnen in de jaren 1630, beide zijn gedeeltelijke versies van Troilus and Criseyde, de eerste drie 'books' werden vertaald in Engelse vers door Jonathan Sidnam (ca. 1630), de eerste twee in het Latijn door Sir Francis Kynaston (1634). Uit de vele positieve reacties daarop bleek het respect voor Chaucer als een auteur van wie het werk bewaard moest worden.

Een paar maanden voor zijn dood in 1700 verscheen John Drydens (1631-1700) Fables Ancient and Modern. Daarin staan vier vertolkingen van werken van Chaucer: Palamon and Arcite, gebaseerd op The Knight's Tale; The Cock and the Fox, gebaseerd op The Nun's Priest's Tale; The Wife of Bath her Tale en The Character of a Good Parson, een uitgebreide versie van het portret van de 'Parson' (dominee) in de General Prologue. In zijn voorwoord geeft Dryden een onbekrompen en scherpzinnige kritische beoordeling van The Canterbury Tales. Hij legt bovendien uit waarom hij besloot deze teksten te vertalen en welke methode hij gebruikte als vertaler. Dryden vond Chaucer een ruwe diamant, die eerst gepolijst moest worden voordat hij ging blinken. Hij vertaalde de teksten dan ook niet letterlijk en hij liet overbodige of onzedelijke woorden weg.

### 18e en 19e eeuw

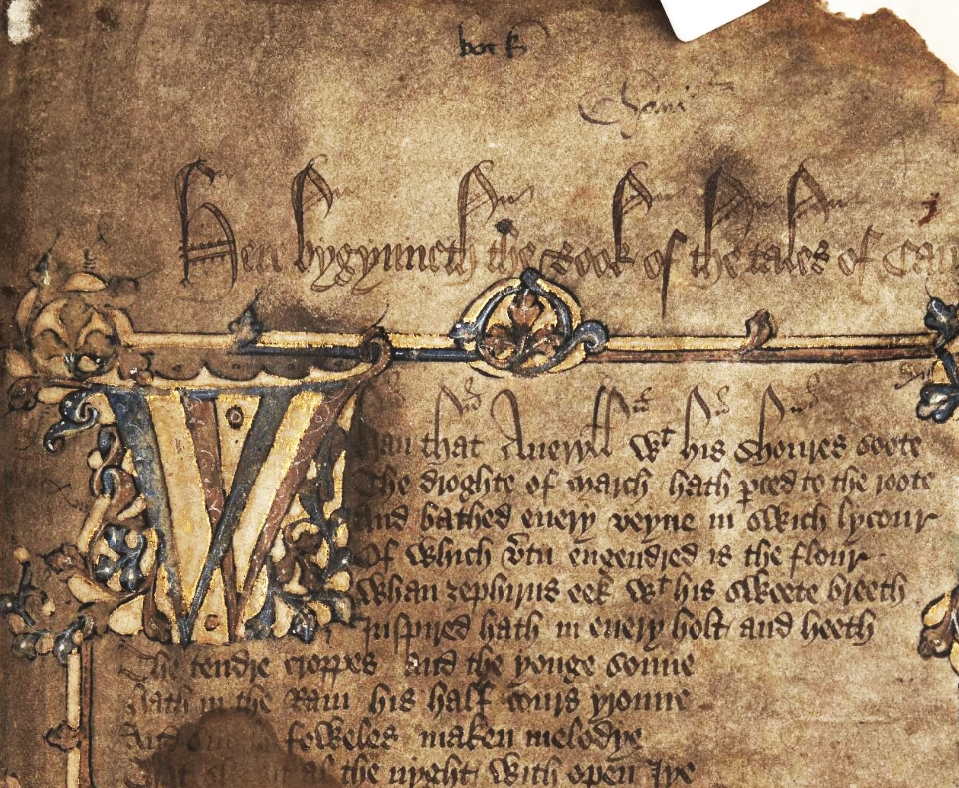
Eerste folio van het Hengwrt Chaucer manuscript, begin 15e eeuw.

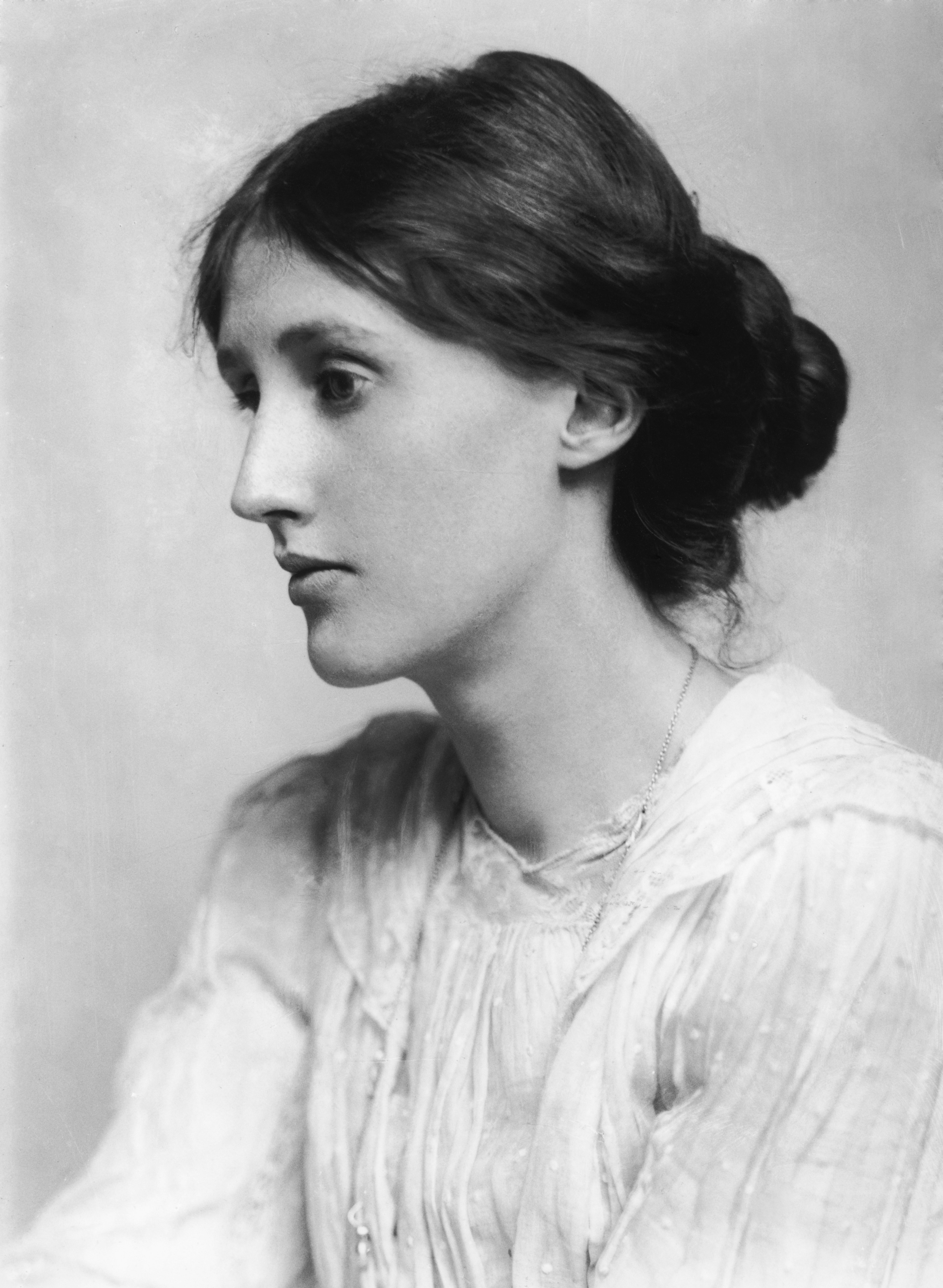
Virginia Woolf (1882-1941).

In de jaren 1870 werd de term 'Middelengels' algemeen gangbaar. Toen begon de studie van de MiddelEngelse literatuur aan de Britse universiteiten en onder andere aan de Harvard-universiteit in de Verenigde Staten. Chaucer kreeg meteen een centrale plaats in deze nieuwe discipline. Zijn werk had toen al een lange geschiedenis van kritisch onderzoek achter de rug, met heel wat waardering, maar ook met misvattingen. In 1868 stichtte Frederick James Furnivall in Londen de "Chaucer Society", wat Chaucer en zijn werk in de publieke belangstelling bracht. In samenwerking met Furnivall en de Chaucer Society bracht Walter W. Skeat in 1894-1897 een zevendelige editie uit, The Complete Works of Geoffrey Chaucer. Die werd in 1898 gevolgd door een goedkoper eendelig werk, de Globe editie van Pollard.
Een aantal wetenschappelijke doorbraken veranderde de manier waarop Chaucer werd gelezen. Door de publicatie On Early English Prononciation in 1889 van Alexander Ellis, een verslag van zijn twintigjarig fonologisch onderzoek, veranderde het begrip van hoe de verzen van Chaucer uitgesproken moesten worden. Veel werken die in de loop der tijd onterecht aan hem waren toegeschreven, werden uit zijn oeuvre verwijderd en onderzoek in archieven verfijnde zijn biografie. Furnivall bracht twee tot dan toe onbekende manuscripten in de belangstelling, het Hengwrt Chaucer manuscript en het Ellesmere Chaucer manuscript, waarop alle moderne versies van The Canterbury Tales gebaseerd zijn.
Chaucer werd ook buiten de universitaire kringen gepromoot. Tegen het einde van het victoriaans tijdperk waren er tientallen goedkope edities van zijn werk in omloop. Er waren ook vertalingen naar het moderne Engels, sommige in versvorm voor een volwassen publiek en sommige in proza voor kinderen.
De prachtig geïllustreerde Kelmscott Chaucer, die op de welvarende middenklasse mikte, werd in 1896 uitgegeven door de prestigieuze Kelmscott Press, geleid door de kunstenaar Edward Burne-Jones en de schrijver en ontwerper William Morris. Tegen het einde van de 19e eeuw werden Chaucers gedichten en dan vooral The Canterbury Tales gelezen als nooit tevoren.

### 20e en 21e eeuw
In de 20e eeuw werd er op academisch en professioneel gebied veel geschreven over Chaucer. Als schrijver van Middelengelse teksten werd hij een belangrijk object van taalkundige analyse en zijn leven en werken waren onderwerp van historische, biografische en kritische studies.
Ook voor niet-academische lezers werd er over Chaucer geschreven. In de jaren 1920 schreef Virginia Woolf in The Common Reader dat het lezen van Chaucer de natuurlijkste zaak van de wereld was. Woolf studeerde nooit aan de universiteit, maar toch las en schreef ze over Engelse en andere literaire tradities. De Chaucer in haar essay The Pastons and Chaucer is een dichter die nooit terugdeinst voor het echte leven. Zijn poëzie gaat over gewone dingen, die hij aanbiedt op een manier waarop het aan de lezer zelf is om er betekenis aan te geven.
In zijn boek Chaucer uit 1932, schrijft Chesterton herhaaldelijk dat hij geen wetenschapper is, maar dat belet hem niet om uitspraken over Chaucer te doen. Volgens hem is het voor een gewone Engelsman net zo gemakkelijk om van Chaucer te genieten als van Dickens. Niet de boeken die over Chaucer geschreven worden zijn belangrijk, maar Chaucer zelf. Chaucer verschaft de lezer een bijzonder inzicht in en een tolerantie voor de feilbare menselijke natuur. Ondanks de grote populariteit van Chestertons boek kwamen er maar weinig algemene recensies op Chaucer bij. Er werden veeleer biografieën, fictieverhalen of gedichten geschreven over zijn leven en werken, die vaak steunden op de inzichten van Chesterton.
Wolf en Chesterton schreven voor een publiek dat vertrouwd was met de Engelse literaire traditie, een publiek dat in de loop van de twintigste eeuw echter kleiner is geworden. Sinds de grote toename van het hoger onderwijs na de Tweede Wereldoorlog is er anderzijds een nieuw soort 'algemene lezer ' ontstaan, namelijk de studenten. Zij maken kennis met Chaucer, doordat hij deel uitmaakt van de canon van de Engelse literatuur. De tijdloze en universele kwaliteit van zijn dichtkunst en de taal die hij hanteert zijn cruciaal voor zijn positie in die canon. De wetenschappelijke editie uit 1987, The Riverside Chaucer wordt door Anthony Burgess geprezen als de beste die ooit over Chaucer verschenen is. Het lezen van Chaucer wordt daardoor een waar genot in plaats van een taalkundige opdracht.

## Edities

### Manuscripten

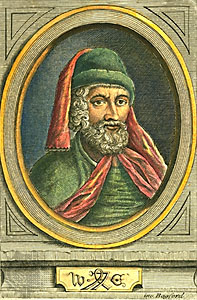
William Caxton, ets uit 1816, The Granger Collection, New York.

Chaucer schreef zijn gedichten in een tijd dat de productie van manuscripten steeds meer een commerciële onderneming werd, onafhankelijk van de kloosters en universiteiten waar ze traditioneel werden gemaakt en bewaard. Het zou nog bijna een eeuw duren voordat William Caxton de eerste Engelse drukpers in gebruik nam. De productiekosten van de manuscripten - de aankoop van het basismateriaal en het in dienst nemen van scribenten en illustratoren - waren aanzienlijk. In Engeland werden seculiere manuscripten in de late middeleeuwen hoofdzakelijk in Londen en op bestelling van klanten gemaakt. Maar weinig scribenten zullen toegang gehad hebben tot de oorspronkelijke geschriften van Chaucer en geen enkel van de 83 overgebleven manuscripten is in zijn eigen handschrift geschreven. Hoewel scibenten meestal zorgvuldig werkten, waren fouten niet te vermijden. Soms voegden ze zelf stukjes tekst toe. In de 15e eeuw waren enkele scribenten zeer ijverig. Een van hen bedacht zelf een verhaal voor de Plowman in The Canterbury Tales en een andere voltooide The Cook's Tale.
Chaucer was zich bewust van de problemen die zich konden voordoen bij het overbrengen van zijn teksten. Zowel in Troilus and Criseyde als in zijn korte gedicht Chaucers wordes unto Adam, his owne scriveyn drukt hij op het belang van het nauwkeurig kopiëren van zijn werk. Alles wijst erop dat hij anticipeerde op een uitgebreid publiek, zowel geografisch als sociaal.

### Gedrukte edities
In 1478 en 1483 publiceerde William Caxton de eerste twee folio-edities van The Canterbury Tales. Die verschaffen inzicht in de conditie van dit werk voor de opkomst van de boekdrukkunst. Hoewel het gedrukte uitgaven zijn, krijgen ze van tekstgeleerden de status van manuscript toegekend.
Uit de 15e en 16e eeuw stammen een aantal edities van The Canterbury Tales, gewoonlijk in de vorm van verzamelde werken van Chaucer, onder andere van Richard Pynson, Wynkyn de Worde, Thynne, Stow en Speght. Deze vroege uitgaven zijn grotendeels gebaseerd op de edities van Caxton. De zoon van Thynne beweerde dat zijn vader 25 manuscripten van Chaucer in zijn bezit had, waarvan er een de opmerking examinatur Chaucer in de kantlijn had staan. Ook van de editie van Stow werd beweerd dat ze een groot aantal manuscripten in overweging had genomen. Tegen het einde van de 16e eeuw vonden lezers het steeds moeilijker om Chaucers werk te verstaan. Rond 1598 publiceerde Thomas Speght dan ook de eerste editie van Chaucer met een woordenlijst.

## Adaptatie
Chaucer verschijnt zowel in literaire werken als in de populaire lectuur.
- Rudyard Kiplings verhaal Dayspring Mishandled[71] uit 1932, gaat over Manallace en Castorley, twee schrijvers die ooit dezelfde vrouw liefhadden. Manallace verdient de kost met het schrijven van populaire historische romans en Castorley is criticus en een expert op het gebied van Chaucer. Wanneer Castorley de vrouw in kwestie op haar sterfbed beledigt, besteedt Manallace de rest van zijn leven aan een plan om haar te wreken. Hij maakt nauwgezet een 'verloren' Chaucer-manuscript en zorgt ervoor dat het onder de aandacht van Castorley komt, die het identificeert als echt. Manallace plant de onthulling van zijn vervalsing om zo de reputatie van Castorley te vernietigen.
- De plot van de detectiveroman Landscape with Dead Dons van Robert Robinson draait rond de ogenschijnlijke ontdekking van The Book of the Leoun en bevat elf versregels goede Chauceriaanse pastiche. De universiteit van Oxford is de setting voor dit intrigerende mysterie. Auteur Robert Robinson, welbekend van BBC-radioprogramma's als Today en Brain of Britain, schreef dit boek in 1956.

Ondanks het dramatische karakter van veel van Chaucers werken, werden er relatief weinig van bewerkt voor podium en film. Vooral van The Canterbury Tales werden adaptaties gemaakt voor toneel, musical, ballet, opera, kooropera, film en televisie.
Ook de wetenschap eerde Chaucer door zijn naam te geven aan een kleine planetoïde, de 2984 Chaucer, ontdekt in 1981 door Edward L. G. Bowell, en een maankrater Chaucer.